# Comerțul transatlantic cu sclavi

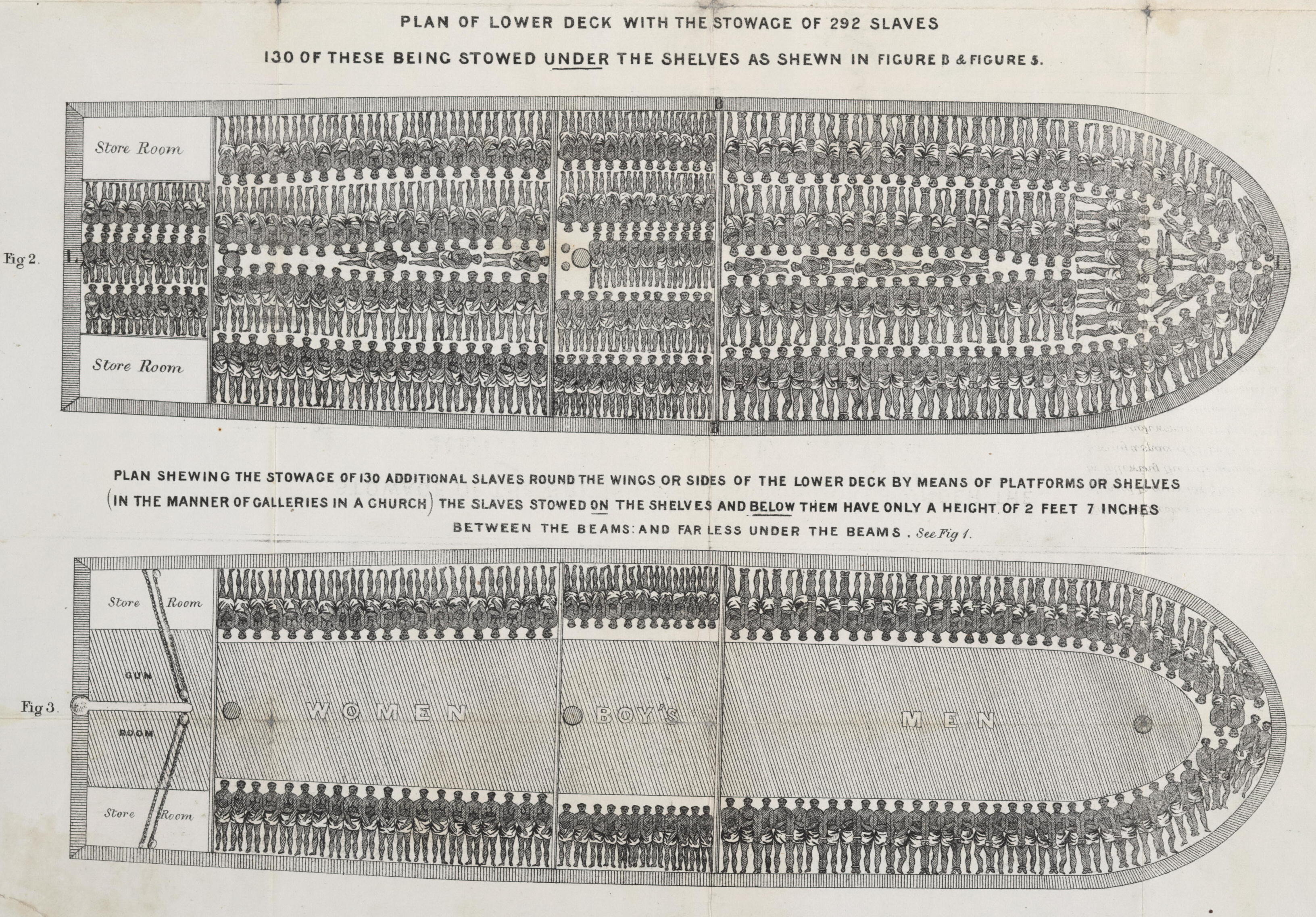
Aranjarea sclavilor pe un vas britanic (1788)

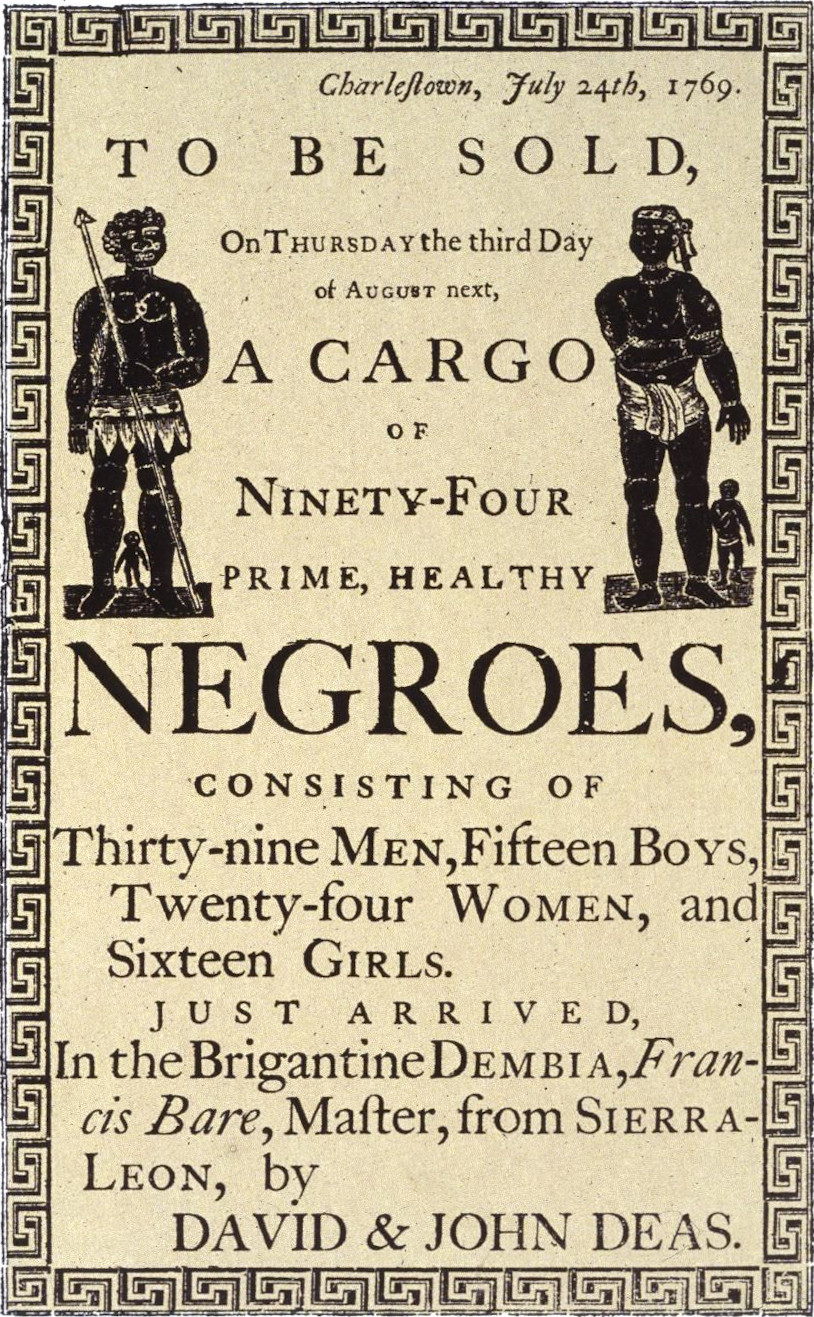
Reclamă pentru vânzarea la licitație a unor sclavi în Charleston, Carolina de Sud, in 1769.

Comerțul transatlantic cu sclavi a implicat transportul de către negustorii de sclavi a unor robi africani, în general în cele două Americi. Comerțul de sclavi a folosit de obicei ruta triunghiulară de transport și a existat între secolele al XVI-lea și al XIX-lea. Cea mai mare parte a celor care au fost înrobiți și transportați în cadrul comerțului transatlantic cu sclavi a fost formată din africani din Africa Centrală și apuseană, care au fost vânduți de stăpâni africani unor negustori vest europeni, care i-au vândut mai departe în cele două Americi. Un mic număr de sclavi a fost capturat direct de negustorii europeni în cadrul unor raiduri în regiunile litorale. Economiile din America de Sud și Caraibe au fost dependente în mod special de aprovizionarea cu forță de muncă ieftină pentru exploatările agricole, atelierele meșteșugărești, pentru producerea și vânzarea unor mărfuri pentru piața Europeană. Acest lucru a fost crucial pentru acele țări din Europa de Vest care, la sfârșitul secolelor al XVII-lea și al XVIII-lea, se luptau între ele pentru crearea unor imperii coloniale.
Imperiul colonial portughez a fost primul care s-a implicat în comerțul transatlantic cu sclavi în secolul al XVI-lea. În 1526 autoritățile portugheze au realizat primul transport de sclavi africani destinați Braziliei. Alte țări europene le-au urmat exemplul în curând. Proprietarii de corăbii considerau sclavii doar o marfă pe care trebuiau să o transporte cât mai repede și ieftin posibil, destinați piețelor care aprovizionau cu forță de muncă plantațiile de cafea, tutun, cacao, orez, zahăr sau bumbac, minele de aur și argint, șantierele de construcții, șantierele navale sau ca să lucreze ca servitori domestici. Primii africani importați în coloniile englezești erau clasificați drept „servitori cu contract”, la fel precum muncitorii venind din Anglia, sau ca „ucenic pe viață”. Până la mijlocul secolului al XVII-lea, sclavia a devenit tot mai mult o afacere rasială, sclavii și urmașii lor fiind considerați proprietatea legală a stăpânilor lor, copiii mamelor sclave devenind automat sclavi. Sclavii erau erau considerați mărfuri sau unități de muncă și erau vânduți pe piețe cu alte bunuri și servicii. 
Cele mai importante state implicate în comerțul cu sclavi, în ordinea volumului acestui comerț, au fost Imperiul Portughez, Imperiul Britanic, Imperiul colonial francez, Imperiul Spaniol și Imperiul Olandez. Unele dintre aceste puteri au stabilit avanposturi comerciale pe litoralul african, unde cumpărau sclavii vânduți de liderii locali. Acești sclavi erau gestionați de un samsar care își stabilise sediul pe litoral sau în apropierea acestuia, de unde organiza încărcarea și expedierea robilor în Lumea Nouă. Estimările moderne dau un număr de aproape 12 milioane de africani care au fost victimele comerțului transatlantic cu sclavi, dar numărul oamenilor cumpărați de negustori a fost considerabil mai mare, diferența fiind rezultatul ratei foarte mari a deceselor pe mare. Pe la începutul secolului al XIX-lea, mai multe guverne au hotărât să interzică comerțul cu sclavi, dar contrabanda cu sclavi a continuat să existe. La începutul secolului al XXI-lea, mai multe guverne au prezentat scuze pentru implicarea națiunilor lor în comerțul cu sclavi. 

## Cadrul istoric

### Călătoriile transatlantice
Comerțul transatlantic cu sclavi s-a dezvoltat după ce au fost stabilite contacte între "Lumea Veche" și "Lumea Nouă" (America). Timp de multe secole, curenții marini au făcut ca transportul maritim să fie foarte dificil și riscant pentru corăbiile care existau atunci, din acest motiv existând contacte puține sau chiar nule între popoarele care locuiau pe aceste malurile Atlanticului. Cu toate aceste, în secolul al XV-lea, invențiile constructorilor europeni de corăbii au avut ca rezultat o mai bună echipare a vaselor pentru a face față curenților marini și traversărilor lungi ale Oceanului Atlantic. Între 1600 și 1800, aproximativ 300.000 de marinari implicați în comerțul cu sclavi au vizitat Africa de Vest. În cursul acestor voiaje, marinarii au intrat în contact cu societăți care trăiau pe coasta atlantică africană sau americană cu care europenii nu avuseseră relații până atunci. Istoricul Pierre Chaunu a numit „dezenclavizare” consecințele călătoriilor marinarilor europeni, adică încetarea stării de izolare a anumitor societăți și creșterea contactelor interumane pentru cele mai multe dintre ele.
Istoricul John Thornton a notat: „Un număr de factori tehnici și geografici s-au combinat pentru a-i face pe europeni cei mai potriviți pentru explorarea Atlanticului și dezvoltarea comerțului său”. El i-a identificat pe aceștia ca fiind forța motrice pentru găsirea unor oportunități comerciale noi și profitabile în afara Europei, ca și dorința de creare a unor rețele alternative de comerț, care să evite pe cele controlate de Imperiul Musulman din Orientul Mijlociu, considerat o amenințare economică, politică și religioasă la adresa creștinismului european. În mod special, negustorii europeni doreau să facă comerț cu aurul din zona Africii de vest, dar și să găsească o rută maritimă spre „Indii”, de unde proveneau bunurile de lux sau condimentele , fără să aibă nevoie de intermediarii musulmani din Orientul Mijlociu.
Deși cele mai multe explorări transatlantice fuseseră conduse de navigatorii iberici, lor li s-au alăturat marinari din multe alte națiuni europene – italieni, britanici, francezi sau olandezi. Această diversitate l-a făcut pe Thornton să descrie „explorarea inițială a Atlanticului” a fost un „exercițiu cu adevărat internațional, chiar dacă multe descoperiri de efect au fost făcute sub patronajul monarhilor iberici”. Acest patronaj regal a dus la apariția credinței că „ibericii au fost singurii lideri ai explorărilor”.

### Sclavia africanilor

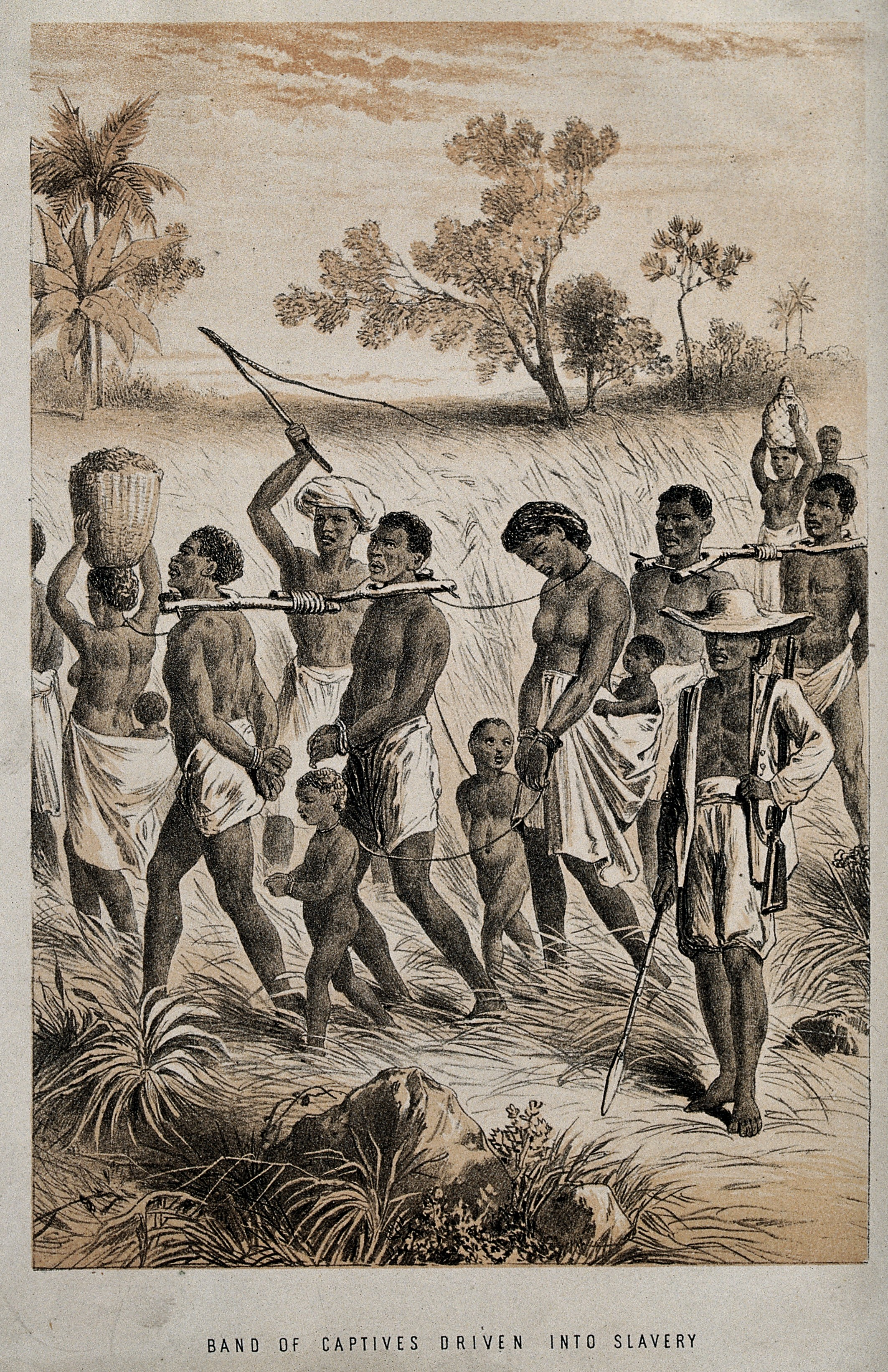
Un grup de bărbați, femei și copii duși la piața de sclavi

Sclavia era răspândită in mai multe zone din Africa , cu mult timp înainte ca europenii să înceapă să se implice în comerțul cu sclavi. Există dovezi că sclavii înrobiți în diferite părți ale Africii au fost exportați în state din Africa, Europa sau Asia mai înainte de descoperirea Americii.
Comerțul transatlantic cu sclavi nu a fost singurul comerț cu sclavi africani, deși a fost cel mai important din punct de vedere al volumului și intensității. Elikia M'bokolo a scris în Le Monde diplomatique:
„Continentul african a fost stors de resursele sale umane pe toate căile posibile. De-a lungul și de-a latulSaharei, prin Marea Roșie, din porturile Oceanului Indian și peste Atlantic. Cel puțin zece secole de sclavie în avantajul țărilor musulmane (din al nouălea până în al nouăsprezecelea)... Patru milioane de oameni înrobiți exportați prin Marea Roșie, alte patru milioane prin porturile swahili de la Oceanul Indian, probabil aproape nouă milioane de-a lungul drumurilor caravanelor transsahariene și între unsprezece și douăzeci de milioane (funcție de autor) peste Oceanul Atlantic..”
John K. Thornton afirmă că europenii au cumpărat de obicei oameni înrobiți în războaiele endemice dintre statele africane. Anumiți africani își făcuseră o afacere din capturarea altor africani din grupurile etnice vecine sau a prizonierilor de război și vânzarea lor. O aluzie la această practică se găsește în „Slave Trade Debates” din Anglia la începutul secolului al XIX-lea: „Toți vechii scriitori ... sunt de acord când afirmă că nu numai că acele războaie sunt declanșate doar în scopul capturării de sclavi, ci că sunt îndemnați de europeni, în vederea acestui obiectiv.” Oamenii care trăiau în jurul fluviului Niger erau transportați din aceste piețe la țărm și vânduți în porturile comerciale europene la schimb pentru muschete și bunuri manufacturate precum pânzeturile și alcoolul. Cererea europeană pentru sclavi a asigurat o piață vastă de desfacere pentru un comerț care era deja existent. În vreme ce africanii ținuți în sclavie în vecinătatea regiunilor lor de origine puteau să spere să evadeze și să se reîntoarcă la casele lor, cei care erau îmbarcați nu aveau practic nicio șansă să se reîntoarcă în Africa. 

### Colonizarea europeană și sclavia în Africa de Vest

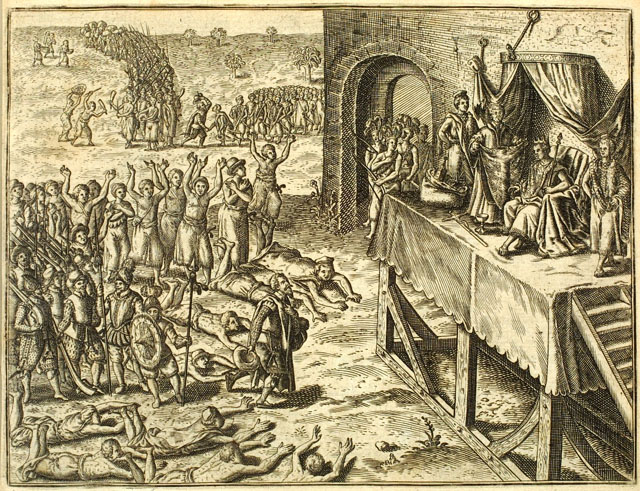
Portughezii prezentându-și omagiile monarhului Regatului Kongo. La început, portughezii au stabilit relații bune cu Regatul Kongo. Războiul civil din regat avea să aibă ca rezult înrobirea supușilor regatului și vânzarea lor de către portughezi sau alți negustori europeni.

După descoperirea de noi pământuri de către exploratorii europeni, coloniștii de pe vechiul continent au început să migreze și să se așeze în noile teritorii. Plecând de pe litoralul african, emigranții europeni, executând ordinele primite din Regatul Castiliei, au invadat și colonizat Insulele Canare în secolul al XV-lea. Cea mai mare parte terenului agricol al insulei a fost folosită pentru producerea de vin și zahăr. În plus, europenii au folosit băștinașii capturați aici, guanșii, ca sclavi, atât pe insule cât și în teritoriile creștine din Mediterana.
După cum remarca istoricul John Thornton, „motivarea reală pentru expansiunea europeană și descoperirile de navigație a fost nimic mai mult decât exploatarea oportunității de obținere imediată a profiturilor prin executarea de raiduri și de acaparare sau procurare de mărfuri”. Europenii au folosit Insulele Canare ca bază navală și, în primul rând negustorii portughezi, au început să își deplaseze activitățile spre sud, de-a lungul litoralului vestic al Africii, lansând raiduri pentru capturarea de sclavi, care erau mai apoi vânduți zona Mediteranei. Deși la început aceasta a fost o afacere de succes, „nu a durat mult până când forțele navale africane au fost puse în stare de alarmă de noile primejdii și [raidurile] portugheze au început să întâlnească o rezistență puternică și eficientă”. Membri ai echipajelor mai multor corăbii europene au fost uciși de marinarii africani, ale căror vase erau mai bine echipate pentru navigarea în zona costieră și de-a lungul râurilor.
Până în 1494, regii portughezi au semnat mai multe înțelegeri cu monarhii câtorva state africane, ceea ce le-a permis portughezilor să se insinueze în „economia comercială bine dezvoltată din Africa ... fără să se implice în ostilități”. „Comerțul pașnic a devenit regula de-a lungul coastei africane”, deși au mai existat și excepții rare, în care acte de agresiune au condus la conflicte violente. De exemplu, negustorii portughezi au încercat să cucerească Arhipelagul Bijagós în 1535. În 1571, Portugalia, sprijinită de Regatul Kongo, a preluat controlul asupra regiunii de sud-vest a Angolei, pentru a-și apăra interesele economice din zonă. Deși regele din Kongo s-a alăturat în 1591 unei coaliții care încerca să îi alunge pe portughezi, aceștia din urmă și-au asigurat un cap de pod în Africa, pe care l-au controlat până în secolul al XX-lea.
În ciuda unor incidente dintre forțele africane și cele europene, statele africane s-au asigurat că orice formă de comerț, inclusiv cel cu sclavi, se desfășura conform regulilor stabilite de ele. De exemplu, statele africane au impus taxe vamale tuturor corăbiilor străîne. În anul 1525, regele din Kongo, Afonso I, a ordonat arestarea unui vas francez și a echipajului acestuia pentru efectuarea de operațiuni comerciale ilegale în zona litorală a țării.
Istoricii au dezbătut pe larg natura relațiilor dintre aceste regate africane și negustorii europeni. Istoricul Walter Rodney din Guyana a afirmat că aceasta a fost o relație inegală, africanii fiind forțați să accepte condiții „coloniale” cu europenii mai dezvoltați, schimbând materii prime și resurse umane (adică sclavi) pentru bunuri manufacturate. El a argumenta că aceste înțelegeri economice datând încă din secolul al XVI-lea au dus la subdezvoltarea Africii din zilele noastre. Astfel de idei au fost sprijinite de alți istorici, inclusiv de Ralph Austen. Ideea relațiilor inegale a fost contestată de John Thornton, care a afirmat că „comerțul transatlantic cu sclavi nu a fost nici pe departe atât de important pentru economia africană așa cum credeau acești oameni de știință” și că „producția africană [în această perioadă] era mai mult decât capabilă să facă față concurenței din Europa preindustrială”. Anne Bailey, comentând afirmația lui Thornton conform căreia africanii și europenii erau parteneri egali în comerțul cu sclavi, a scris: 
„Pentru a-i considera pe africani ca parteneri, implică termeni egali și influență egală asupra proceselor globale și intercontinentale ale comerțului. Africanii au avut o mare influență pe continentul lor, dar nu au avut nici o influență directă asupra motoarelor din spatele comerțului în firmelor de capital, a companiilor de transport maritim și asigurări, ori a sistemelor de plantații din Americi. Ei nu au exercitat nicio influență asupra centrelor manufacturiere în plină dezvoltare din vest.”

## Secolele al XVI-lea – al XVIII-lea
Comerțul cu sclavi transatlantic este împărțit în mod obișnuit în două epoci, cunoscute ca primul și cel de-al doilea sistem atlantic.
Primul sistem atlantic a fost în principal comerțul africanilor înrobiți spre coloniile din America de Sud ale Imperiilor Portughez și Spaniol. A reprezentat puțin mai mult de 3% din întregul comerț transatlantic cu sclavi. Acesta a început la o scară semnificativă în anul 1502 și a durat până în 1580, când Portugalia a fost pentru o perioadă unită cu Spania. În timp ce portughezii erau implicați direct în comerțul cu sclavi, Imperiul Spaniol s-a bazat pe sistemul asiento, prin care acorda anumitor negustori (cel mai adesea din alte țări) dreptul să facă comerț cu robi destinați coloniilor spaniole. În timpul primului sistem atlantic, cei mai mulți astfel de negustori erau portughezi, care aveau practic monopolul comerțului cu sclavi. La comerțul cu sclavi au participat și negustori olandezi, englezi și francezi. După uniune, Portugalia fost obligată să accepte sistemul legislativ spaniol, care interzicea implicarea directă în comerțul cu sclavi. Comerțul cu sclavi a devenit de interes pentru inamicii tradiționali ai Spaniei, olandezii, englezii și francezii, care au acaparat piața.
Al doilea sistem atlantic a fost comerțul cu sclavi africani făcut în principal de negustorii englezi, portughezi, francezi și olandezi. Principalele destinații din această fază au fost coloniile din Caraibe și din Brazilia, după ce națiunile europene au înființat colonii dependente de munca sclavilor. Aproximativ 16% din numărul total al sclavilor exportați din Africa au fost vânduți în secolul al XVII-lea.
Se consideră că mai mult de jumătate dintre toți sclavii traficați au fost vânduți în secolul al XVIII-lea, britanicii, portughezii și francezii fiind principalii exportatori de sclavi, adică aproximativ 90% din numărul total al celor răpiți din Africa. La sfârșitul secolului al XVII-lea, britanicii au transportat cei mai mulți sclavi din Africa de Vest. Ei și-au păstrat această poziții de-a lungul întregului secol XVIII, devenind cei mai mari transportatori de sclavi în Atlantic. La sfârșitul secolului al XVIII-lea, Angola a devenit sursa principală a sclavilor pentru comerțul transatlantic.

După ce britanicii în 1807 și SUA în 1808 au interzis comerțul cu sclavi, volumul acestuia s-a redus, dar anii care au urmat au reprezentat încă 28,5% din volumul total al comerțului cu sclavi.

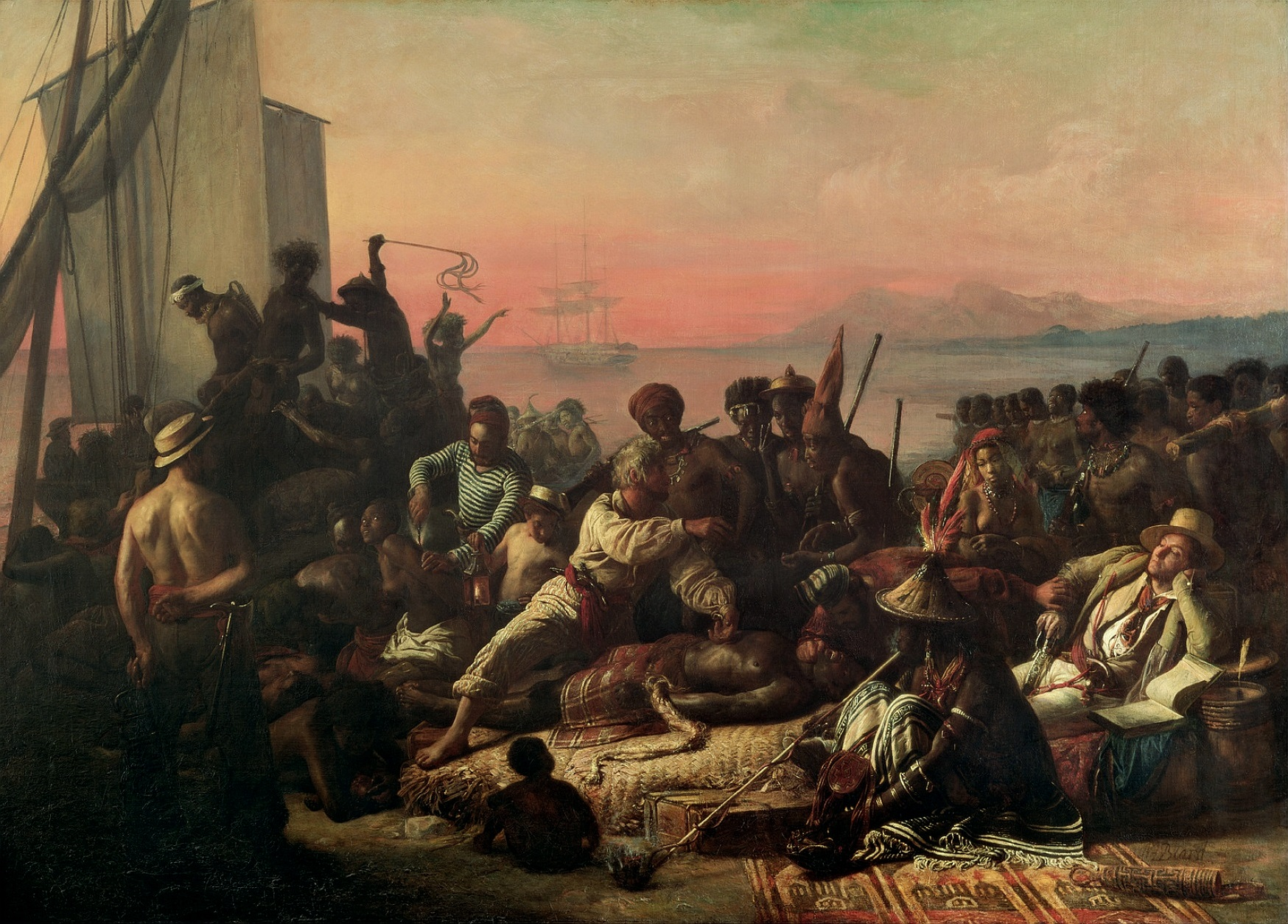
„Comerțul cu sclavi”, tablou de Auguste François Biard, 1840

Descoperirile dintr-un cimitir din Campeche, Mexic, aduc dovezi că la scurtă vreme după ce Hernán Cortés a încheiat cucerirea civilizațiilor aztece și mayaș din Mexic în secolul al XVI-lea, în zonă au fost aduși sclavi africani. Cimitirul a fost folosit aproximativ din 1550 până la sfârșitul secolului al XVII-lea.

### Comerțul triunghiular
Prima latură a triunghiului era exportul bunurilor din Europa spre Africa. Mai mulți regi și negustori africani au luat parte la vânzarea sclavilor în perioada 1440 – 1833. Pentru fiecare sclav, monarhii africani primeau o varietate de bunuri europene. Printre acestea se numărau armele de foc, muniția aferentă și alte bunuri manufacturate. A doua latură a triunghiului era formată din sclavii exportați din Africa prin Atlantic către cele două Americi și Caraibe. Partea a treia finală a triunghiului era formată de exporturile în Europa a mărfurilor produse în America. Aceste mărfuri erau produsele plantațiilor exploatate cu munca sclavilor precum bumbacul, zahărul, tutunul, romul și melasa. Sir John Hawkins, considerat un pionier al comerțului britanic cu sclavi, a fost primul care a executat acest triunghi, realizând profit la fiecare oprire. 

### Muncă și sclavie

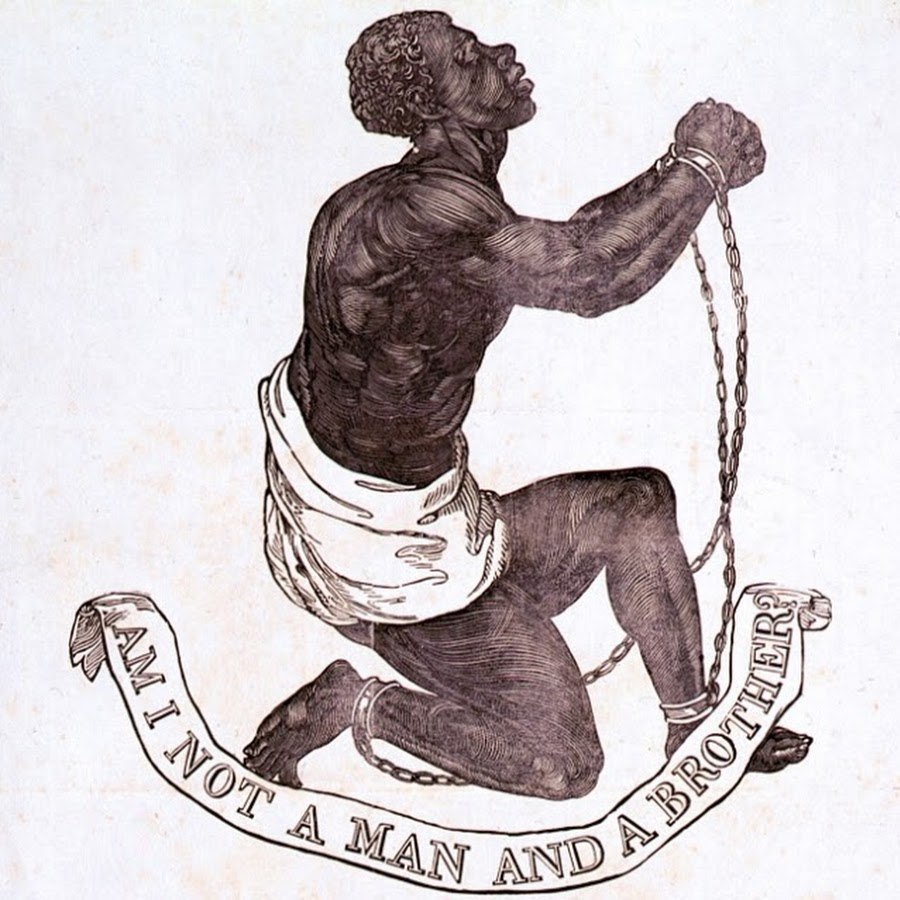
„Am I Not a Man and a Brother?” medalion conceput în 1787 de Josiah Wedgwood pentru susținerea campaniei britanice împotriva sclaviei

Comerțul transatlantic cu sclavi a fost rezultatul, printre altele, a crizei forței de muncă, create la rândul ei de dorința coloniștilor europeni de exploatare a pământurilor și resurselor minerale ale Lumii Noi pentru câștig rapid. Băștinașii au fost utilizați încă de la început pentru muncă forțată de către europeni până când un mare număr dintre ei au murit de epuizare sau din cauza bolilor europenilor, pentru care nu aveau dezvoltată imunitatea. Alte surse de forță de muncă nu au reușit să asigure necesarul. 
O mulțime de plante nu puteau fi cultivate, sau cultivate cu profit,în Europa. Exportul recoltelor și bunurilor meșteșugărești din Lumea Nouă în Europa s-a dovedit în multe cazuri o activitate foarte profitabilă. Era nevoie de un mare număr de lucrători pentru crearea și întreținerea plantațiilor, culegerea și prelucrarea recoltelor. Africa de Vest (din care o regiune a primit numele de „Coasta sclavilor"), Angola și regatele învecinate, iar mai târziu Africa Centrală, au devenit sursa de sclavi care să acopere criza de forță de muncă din America.
Motivul principal pentru criza continuă de forță de muncă a fost aceea că, în condițiile în care în America existau terenuri agricole ieftine, numeroși moșieri în căutare de muncitori, emigranți europeni care puteau ajunge mari proprietari de pământ într-un timp relativ scurt, cererea de muncitori ieftini era în continuă creștere.
Thomas Jefferson a atribuit folosirea forței de muncă a sclavilor, cel puțin în parte, climei și confortului oferit de munca robilor: „Într-un climat călduros, nici un bărbat nu ar fi muncit pentru sine, dacă putea să îl facă pe altul să lucreze pentru el. Acest lucru este atât de adevărat, încât dintre proprietarii de sclavi doar o mică parte este văzută la muncă.” 

### Participarea africanilor la comerțul cu sclavi

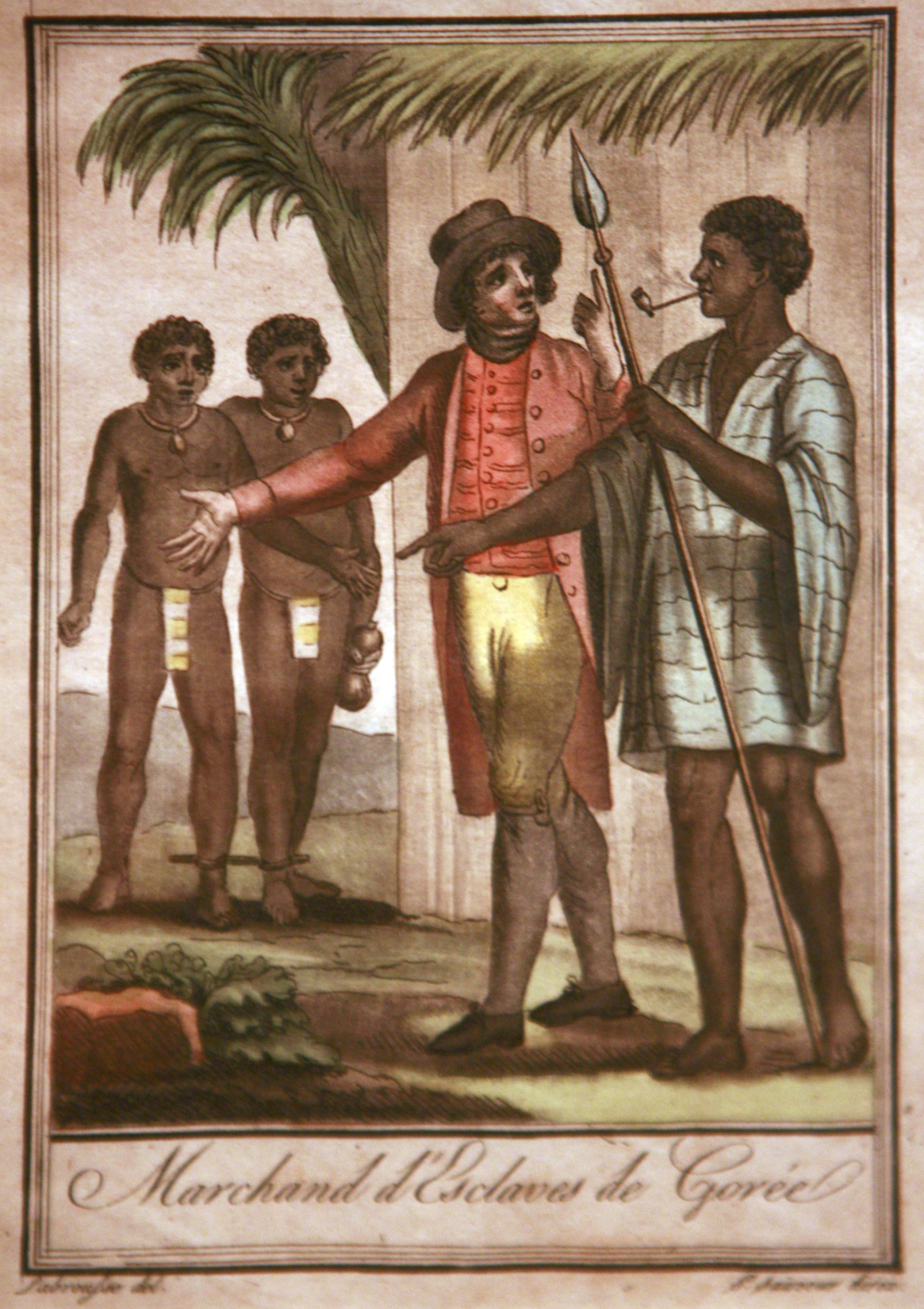
Negustori de sclavi în Gorée, Senegal, secolul al XVIII-lea

Africani au jucat un rol de primă importanță în comerțul cu sclavi, vânzându-și prizonierii de război sau robii cumpărătorilor europeni. Prizonierii care erai vânduți erau în general din rândul grupurilor etnice vecine sau dușmane. Acești captivi sclavi erau considerați ca nefăcând parte rândul poporului, grupului etnic sau tribului stăpânilor, ci erau „ceilalți”. Regii africani nu se simțeau în vreun fel responsabili pentru soarta lor. Uneori, erau vânduți răufăcătorii din propriul trib, astfel încât să nu mai comită infrancțiuni în regiune. Numeroși sclavi au fost înrobiți după ce au fost răpiți de la casele lor, sau în timpul raidurilor a grupuri înarmate, uneori în colaborarea cu europenii. Au existast însă și regi africani care au refuzat să își vândă captivii sau chiar criminalii. Regele Jaja al Opobo, un fost sclav, a refuzat ferm să facă vreun fel de afacere cu negustorii de sclavi. 
Africanii au participat la comerțul cu sclavi prin căsătoriile mixte, cunoscute și cu numele de „cassare”, din cuvântul portughez „casar” – a te căsători. Căsătoriile mixte au creat legături politice și economice între negustorii de sclavi europeni și africani. „Cassare” a fost o practică folosită pentru integrarea membrilor din triburi diferite. Grupurile puternice vest africane au utilizat practica căsătoriilor mixte pentre crearea de alianțe prin care își întăreau rețelele comerciale cu bărbați europeni, oferindu-le neveste din familii africane implicate în comerțul cu sclavi. La începutul comețului cu sclavi, astfel de căsătorii erau ceva obișnuit. Ceremoniile de căsătorie erau de multe ori făcute respenctând obiceiurile africane, acceptate de europenei, ceea ce demonstrează cât de importante erau aceste alianțe.

### Participarea europenilor la comerțul cu sclavi
Deși europenii erau principalii clienți ai comerțului cu sclavi, ei intrau rareori în interiorul continentului pentru procurarea robilor, în principal de frica de rezistență a triburilor africane sau a pericolului de îmbolnăvire cu boli tropicale. În Africa, criminalii condamnați puteau fi pedepsiți cu pierderea libertății, o pedeapsă care a devenit mult mai răspândită odată ce comerțul cu sclavi s-a extins. Cum cele mai multe națiuni africane nu aveau o rețea de penitenciare, condamnații erau de cele mai multe ori vânduți în piețele de sclavi din regiune. 

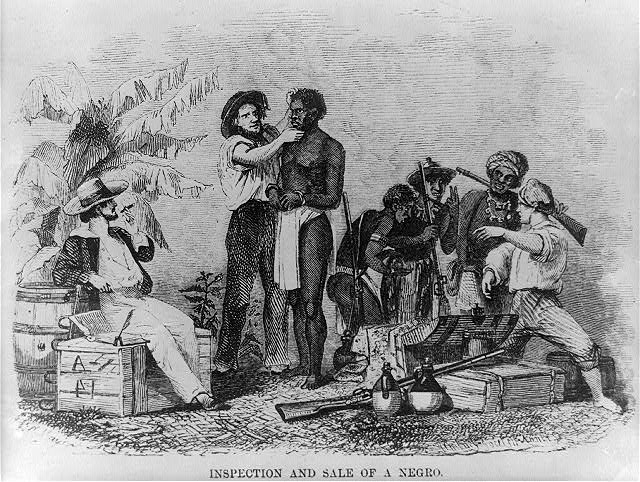
Inspectarea unui sclav în vederea cumpărării

Thomas Kitchin a estimat că, până în 1778, europenii au adus anual în Caraibe aproximativ 52.000 de sclavi, numai francezii fiind repsonsabili pentru aducerea a 13.000 de sclavi în Antilele Franceze. Comerțul transatlantic cu sclavi a avut un maxim în ultimele două decenii ale secolului al XVIII-lea, în timpul și după încheierea răzbiului civil din Kongo. În această perioadă a avut loc și o recredescență a luptelor în micile state de-a lungul râului Niger, în regiunile locuite de populația igbo. O altă cauză pentru creșterea numărului de africani înrobiți au fost războaiele violente declanșate de statele în expansiune precum Regatul Dahomey, Imperiul Oyo și Imperiul Așanti.

### Comparația dintre sclavia din Africa și cea din Lumea Nouă
Formele pe care le-a luat sclavia a fost diferte în Africa și Lumea Nouă. În Africa, starea de sclavie nu era în general moștenită  –adică copii sclavilor erau liberi – în vreme ce în America copii femeilor sclave erau născuți sclavi. O altă deosebire majoră era aceea că în Africa de Vest sclavia nu era rezervată unor minorități rasiale sau religioase, așa cum era cazul în coloniile europene. Existau și excepți – în Somalia, sclavii erau membri ai grupurilor etnice bantu.
Tratamentul aplicat sclavilor în Africa diferea de asemenea de cel aplicat în America. În cazurile extreme, regele din Dahomey ordonau masacrarea a sute sau mii de sclavi în cadrul ritualelor religioase. Practicarea sacrificiilor umane, în cadrul cărora victime erau de obicei sclavii, a fost prezentă și în Camerun. Pe de altă parte, în alte regiuni, sclavii erau tratați ca parte a familiei, fiind considerați „copii adoptați”. Sclavii se bucurau de anumite drepturi, inclusiv acela de a se căsători fără acordul stăpânului. Exploratorul scoțian Mungo Park a notat:
„Sclavii în Africa, presupun, sunt într-o proporție de aproape trei la unu cu oamenii liberi. Ei nu pretind nicio răslată pentru serviciile lor, cu excepția hranei și hainelor, sunt tratați cu bunătate sau cu severitate, funcție de dispoziția bună sau proastă a stăpânilor lor... Sclavii care sunt astfel aduși din interior pot fi împărțiți în doua clase distincte  – prima, a celor care erau sclavi prin naștere, fiind născuți de mame înrobite; a doua, a celor care s-au născut liberi, dar din diferite motive, au devenit sclavi. cei din prima categorie erau cei mai numeroși...”
În America, sclavii nu aveau dreptul să se căsătorească în mod liber, iar stăpânii nu îi acceptau ca membri egali ai familiei. Sclavii din Lumea Nouă erau considerați proprietatea stăpânilor lor, iar sclavii condamnați pentru revoltă sau crime erau executați.

### Regiunile în care erau organizate pierțele de sclavi

Cele mai importante regiuni din Africa pentru desfășurarea comerțului cu sclavi în secolele XV-XIX

Au existat opt zone principale utilizate de europeni pentru cumpărarea și expedierea sclavilor în vest. Numărul africanilor înrobiți și vânduți în Lumea Nouă a variat de-a lungul întregii perioadei de existență a acestui comerț. Din punct de vedere al distribuției sclavilor din regiuni de activitate, anumite regiuni au asigurat un flux de slavi mai mare decât altele. Între 1650 și 1900, 10.240.000 de sclavi au sosit în America din următoarele regiuni:
- Senegambia (Senegal și Gambia): 4,8%
- Guineea Superioară (Guinea-Bissau, Guineea și Sierra Leone): 4,1%
- Coasta Piperului (Liberia și Coasta de Fildeș): 1,8%
- Coasta de Aur (Ghana și estul coastei de Fildeș): 10,4%
- Golful Benin (Togo, Benin și Nigeria, la vest de delta Nigerului): 20,2%
- Golful Biafra (Nigeria la este deDelta Nigerului, Camerun, Guineea Ecuatorială și Gabon): 14,6%
- Africa Centrală Occidentală (Republica Congo, Republica Democrată Congo și Angola): 39,4%
- Africa de sud-est (Mozambic și Madagascar): 4,7%[63] Of those who did move out of Africa, 8 million were forced out of Eastern Africa to be sent to Asia.[63]

### Regatele africane din epocă

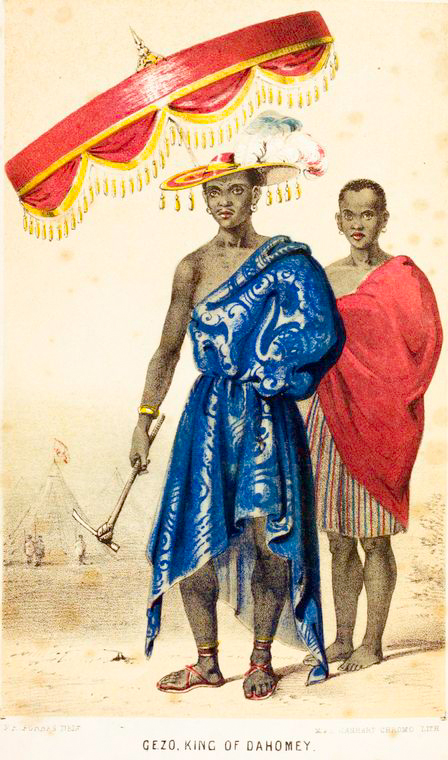
Ghezo, regele Dahomey, a fost forțat de britanici să pună capăt comerțului de sclavi

În regiunile afectate de comerțul cu sclavi au existat peste 173 de orașe state sau regate între 1502 și 1853, când Brazilia, ultima națiune importatoare de sclavi a scos în afara legii comerțul cu sclavi. Dintre aceste 173 de entități, 68 pot fi considerate state naționale cu o infrastructură politică și militară care le-a permis să își domine vecinii. Aproape fiecare națiune contemporană a avut un predecesor precolonial cu reprezentanții căruia negustorii europeni au tratat. 

#### Grupuriel etnice
Diferitele grupuri etnice aduse în America au corespuns cu regiunile cu cel mai intens comerț cu sclavi. În America au a fost aduși sclavi membrii a peste 45 de grupuri etnice diferite. Dintre acestea, zece au fost cele mai exploatate:
1. Bakongo din Republica Democrată Congo și Angola
2. Mandé și Guineea Superioară
3. Vorbitorii de limbă gbe din Togo, Ghana și Benin (adja, mina, ewe, fon)
4. Akan din Ghana și Coasta de Fildeș
5. Wolof din Senegal și Gambia
6. Igbo of southeastern Nigeria
7. Mbundu din Angola (include Ambundu și Ovimbundu)
8. Yoruba din sud-vestul Nigeriei
9. Chamba din Camerun
10. Makua din Mozambic

## Pierderile de vieți omenești
Comerțul transatlantic cu sclavi a dus la pierderi mari de vieți omenești, cu o amploare încă necunoscută, atât în Africa cât și în America. Aproximativ 1,2 – 2,4 milioane de africani au murit în timpul transportului spre Lumea Nouă. Mulți sclavi au murit și după ce au ajuns la destinație. Numărul celor morți în timpul raidurilor de procurare a robilor a rămas necunoscut, dar numeroși autori consideră că a fost egal sau chiar mai mare decât al celor care au supraviețuit și au fost vânduți ca sclavi.
Natura sălbatică a comerțului a condus la distrugerea oamenilor și culturilor lor. Cifrele citate mai jos nu includ și pierderile de vieți omenești din rândurile sclavilor ca urmare a extenuării, bolilor sau în timpul revoltelor. 
Istoricul Ana Lucia Araujo nota că procesul înrobirii nu se încheia odată cu debarcarea în America. Soarta diferită a indivizilor sau grupurilor care erau victimele comerțului cu sclavi era influențată de mulți factori printre care regiunea de debarcare, munca pe care urma să o presteze sclavii, sexul, vârsta, religia și limba.
Estimările făcute de Patrick Manning dau o cifră de 12 milioane de sclavi care au intrat în traficul de sclavi tranatlantic între secolele XVI și XIX, din care cam 1,5 milioane au murit la bordul vaselor de transport. Aproximativ 10,5 milioane de sclavi au ajuns în America. În afară de sclavii care au murit în timpul transportului pe mare, mulți alți africani au murit în timpul raidurilor pentru capturarea lor și în timpul marșurilor forțate către porturile de îmbarcare a robilor. Manning a estimat că aproximativ 4 milioane de oameni au murit în Africa după capturare, mulți dintre aceștia fiind foarte tineri. Aceste pierderi sunt din rândul celor 12 milioane de oameni destinați inițial exportului transatlantic, cât și cele 6 milioane de oameni destinați pentru piețele de sclavi din Asia și cele 6 milioane de oameni destinați piețelor africane. Dintre sclavii transportați pe continentul american, cei mai mulți au fost exportați în Brazilia și insulele Caraibe.

### Conflictele din Africa

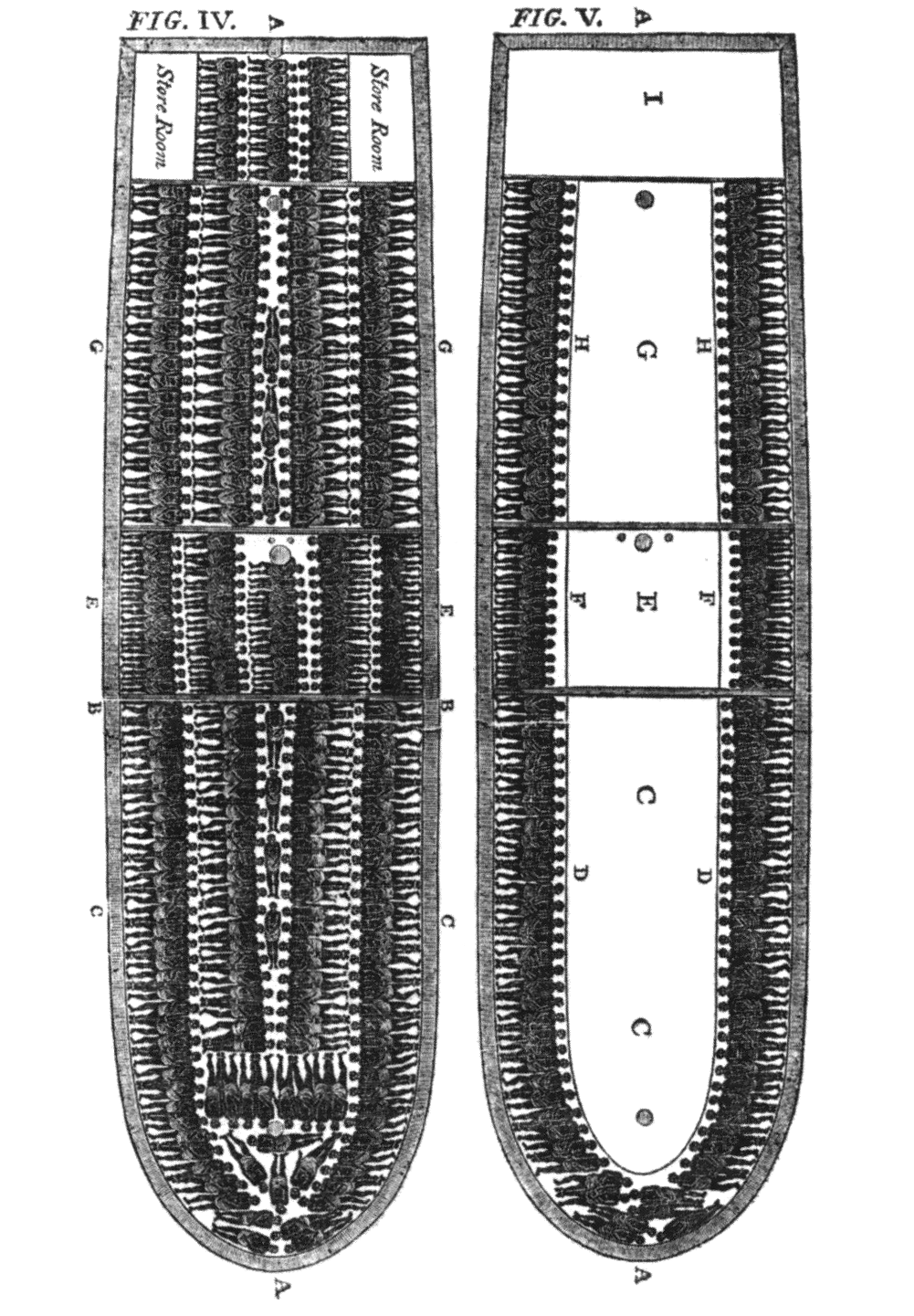
Desen explicativ pentru modul în care au fost transportați sclavii pe corăbii. Dintr-un document destinat discuțiilor Camerei Comunelor în 1790-1791.

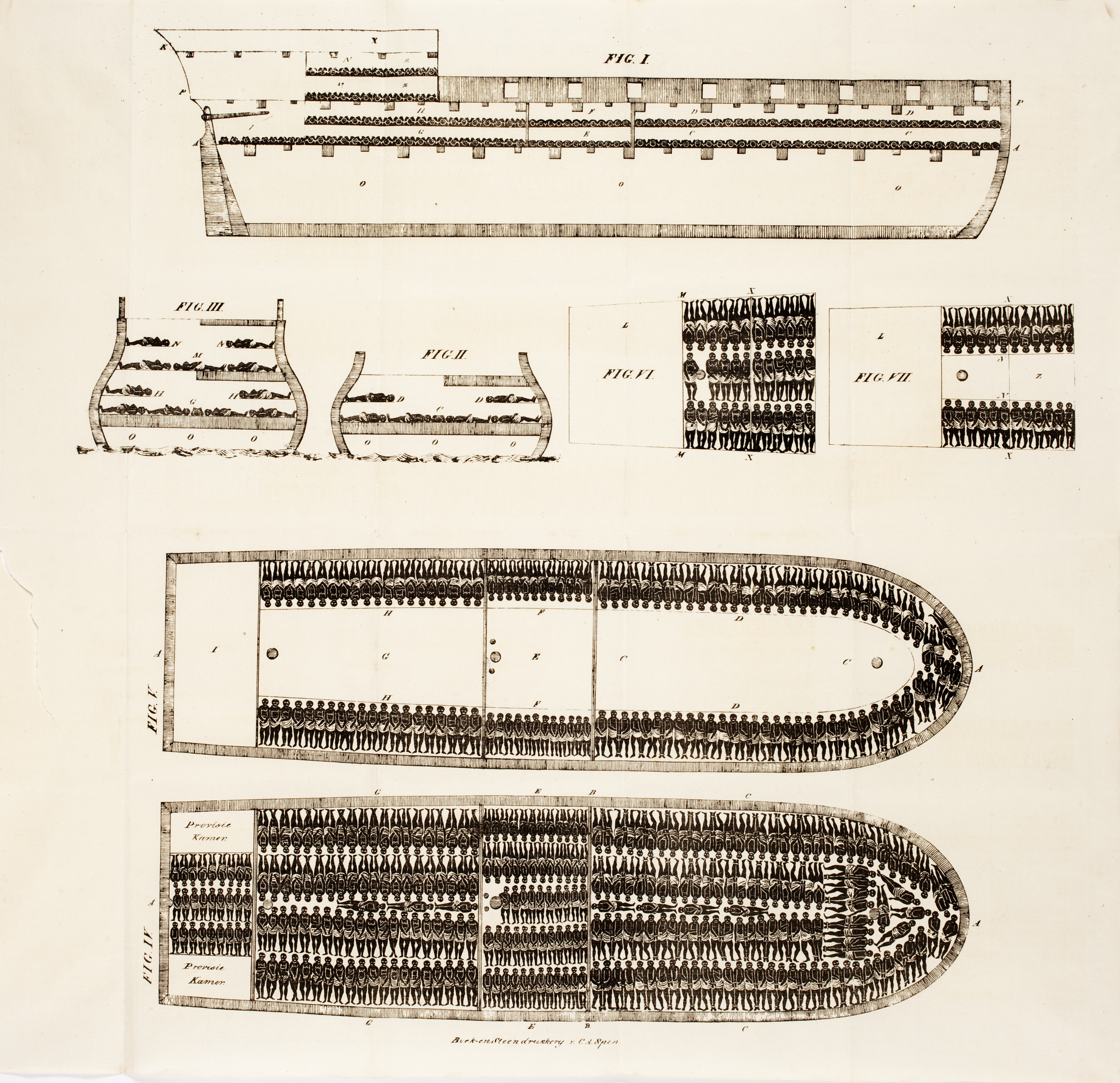
Desen explicativ pentru transportul sclavilor pe o carabie de mare capacitate. Thomas Clarkson: The cries of Africa to the inhabitants of Europe, 1822

Kimani Nehusi afirmă că prezența negustorilor de sclavi din Europa a modificat modul în care societățile africane au răspuns la infracțiuni. Infrancțiuni care erau pedepsite prin diferite metode de pedepsire mai puțin aspre au ajuns să fie pedepsite prin înrobire sau prin vânzare către negustorii de sclavi. În cartea sa American Holocaust, David Stannard scrie că 50% dintre decesele din Africa au fost rezultatul războaielor dintre regatele locale, de unde proveneau și majoritatea sclavilor. Este vorba nu doar de cei decedați în timpul luptelor, dar și de cei care au murit în timpul marșurilor forțate din interiorul continentului spre porturile de transport. Practica înrombirii combatanților inamici și a locuitorilor satelor inamicilor a fost răspândită în toată Africa de vest și central vestică, în ciuda faptului că războaiele erau rareori declanșate pentru procurearea de sclavi. Comerțul cu sclavi era în cea mai mare parte un „produs secundar” al războaielor tribale sau statale, fiind considerată o cale potrivită pentru eliminarea disidenților potențiali după victorie sau pentru finanțarea războielor viitoare. Pe de altă parte, au existat triburi sau entități statale care au fost adepți declarați ai sclaviei ca mijloc principal pentru obținerea de venituri, așa cum au fost Oyo, Benin, Igala, Kaabu, Așanti, Dahomey, Confederația Aro și bandele războinice imbangala.
În scrisorile regelui Nzinga Mbemba Afonso către regele João al III-lea al Portugaliei, el afirmă că marfa portugheză adusă în Africa este ceea care alimentează comerțul cu sclavi africanii. El cere regei Portugaliei să oprească trimiterea mărfurilor și să sprijine în schimb trimiterea de misionari. Într-una din scrisorile sale, el scrie:
„În fiecare zi, negustorii îi răpesc pe supușii noștri – copii ai acestei țări, fii ai nobililor și vasalilor noștri, chiar și membri ai propriei noastre familii. Această corupție și depravare sunt atât de răspândite, încât țara noastră este în întregime depopulată. Avem nevoie în acest regat numai de preoți și profesori, nu și de marfă, dacă nu este vin și făină pentru Liturghie. Noi dorim ca acest regat să nu fie un loc pentru comerțul sau transportul de sclavi... Ei îi vând. După ce transportă în secret sau în timpul nopții acești prizonieri [către litoral]... de îndată ce prizonierii sunt în mânile oamenilor albi, ei sunt însemnați cu fierul înroșit în foc.”
Sclavia exista în Kongo și înainte de sosirea portughezilor. Afonso considera că legile kongoleze trebuie să fie cele care guvernează sclavia. Când el a suspectat că portughezii primesc în mod ilegal sclavi pentru vânzare, el i-a scris în 1526 regelui João al III-lea, implorându-l pe acesta din urmă să pună capăt practicii.
Regii din Dahomey au vândut prizonierii de război negustorilor transatlantici de sclavi. Cei care nu erau vânduți puteau fi uciși în cadrul unei ceremonii anuale. Datorită faptului că Dahomey era unul dintre principalele state sclavagiste din vestul Africii, el a devenit inamic al tuturor popoarelor învecinate. La fel precum Imperiul Bamana din răsărit, regatele Khasso aveau o economie bazată în principal pe comerțul cu sclavi. Statutul social al unei familii era indicat de numărul sclavilor pe care îi deținea, ceea ce a făcut ca statul să declanșeze războaie pentru un singur motiv – înrobirea a și mai mulți oameni. Acest comerți a dus la strângerea legăturilor cu așezările europene de pe litoralul Africii de vest, în special cu cele ale francezilor. Beninul s-a imbogățit în mod semnificati în timpul secolelor al XVI-lea și al XVII-lea datorită comerțului cu sclavi. Sclavii proveniți din statele inamice din interiorul continentului erau vânduți și transportați în America cu vase olandeze și portugheze. Țărmul Golfului Benin a devenit cunoscut în scurtă vreme ca „Coasta sclavilor”.
Regele Gezo din Dahomey a spus pe la mijlocul secolulu al XIX-lea:
„Comerțul cu sclavi este principiul conducător al supușilor mei. Este sursa și slva bogăției lor... mamele își adorm copii cu povești despre trimuful asupra inamicului redus la sclavie ...”
În 1807, parlamentul britanic a votat o lege prin care interzicea comerțul cu sclavi. Regele din Bonny (în zilele noastre partea Nigeriei) a fost îngrozit de posibilitatea interzicerii comerțului cu sclavi:
„Noi considerăm că acest comerț trebuie să continue. Acesta a fost hotărârea oracolului și preoților noștri. Ei au spus că țara voastră, oricât de mare, nu poate opri niciodată un comerț poruncit de Dumenzeu însuși.”

### Factoriile portuale
După ce erau puși să se deplaseze pe jos până pe litoral, oamenii înrobiți erau închiși în forturil largi denumite „factorii”. Timpul petrecut aici varia, iar Milton Meltzer scrie în lucrarea sa Slavery: A World History că aproximativ 4,5% dintre decesele atribuite negoțului transatlantic cu sclavi apărea în această perioadă. Cu late cuvinte, peste 820.000 ar fi murit în porturile africane precum Benguela, Elmina și Bonny, reducând numărul celor care erau încărcați pe corăbii la 17,5 milioane de oameni.

### Transportul transatlantic

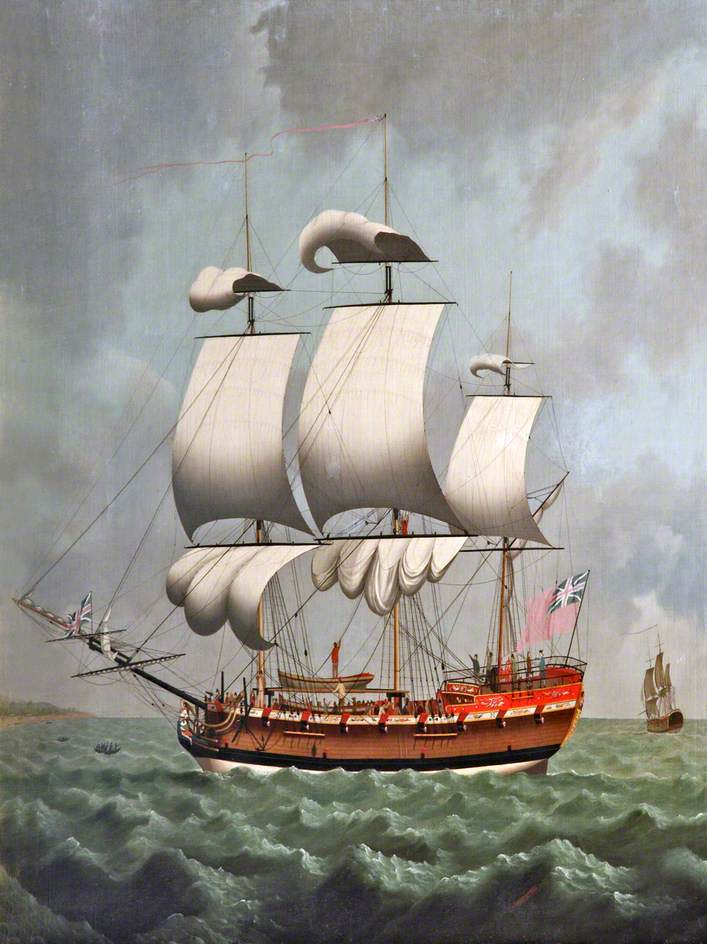
O corabie din Liverpool pentru transportul sclavilor, tablou de William Jackson, Merseyside Maritime Museum

După ce erau luați prizonieri și deținuți în factorii, sclavii intrau în ceea ce se numea „traversarea mediană”. Cercetările lui Meltzer consideră că această fază este vinovată pentru decesul a aproximativ 12,5% din numărul total al sclavilor. Aceste decese erau rezultatul tratamentului brutal și proastei îngrijiri a sclavilor în perioada de la capturare până la debarcare. Aproximativ 2,2 milioane de africani au murit în timpul transportului pe mare. Sclavii erau înghesuiți în spațiile de depozitarea înguste și insalubre ale corăbiilor pentru perioade de ordinul lunilor. Marinarii au luat măsuri pentru scăderea mortalității la bordul corăbiilor, precum „dansul” pe puntea vasului sau hrănirea forțată a celor care încercau să se sinucidă prin înfometare. Înghesuiala și lipsa de igienă de la bordul corăbiilor duceau la răspândirea bolilor grave. Se mai înregistrau pierderi de vieți omenești datorită sinuciderilor, de exemplu al sclavilor care săreau peste bord și se înecau. Negustorii de sclavi încercau să încarce între 350 și 600 de oameni pe o singură corabie. Mai înaite ca acest comerț să fie complet interzis în 1853, 15,3 milioane de sclavi fuseseră debarcați în cele două Americi. 
Raymond L. Cohn, un profesor de economie ale cărui cercetări s-au concentrat pe studierea istoriei economice și migrația internațională, a dat cifre pentru mortalitatea în rândul africanilor transportați în cadrul comerțului transatlantic cu sclavi. El a descoperit că rata mortalității a scăzut de-a lungul comerțului cu sclavi, în principal datorită reducerii timpului necesar pentru traversarea oceanului. „În secolul al XVIII-lea, numeroase transporturi de sclavi durau cel puțin două luni și jumătate. În secolul al XIX-lea, două luni păreau lungimea maximă a unui voiaj, iar multe voiaje erau mult mai scurt. Tot mai puțini sclavi au murit în „traverdsarea mediană” de-a lungul timpului datorită faptului că traversarea era mai scurtă.”
În ciuda profiturilor uriașe ale comerțului cu sclavi, marinarii de rând de pe corăbii erau plătiți prost și supuși unei discipline aspre. Mortalitatea de 20% pe voiaj în rândurile marinarilor era considerată normală. Cauzele erau bolile, pedepsele corporale, munca grea sau luptele pentru înnăbușirea răscoalelor sclavilor de la bord. Bolile precum malaria sau febra galbenă erau cele mai întâlnite cauze ale morții în rândul marinarilor. O rată crescută a mortalității în rândurile marinarilor pe drumul de întoarcere era în favoarea interesului căpitanului, care avea mai puțini oameni de plătit la întoarcere în portul de origine.
Comerțul cu sclavi erau urât de marinari, iar cei care se alăturau echipajelor corăbiilor cu sclavi fuseseră forțați să facă acest lucru sau nu putuseră să se îmbarce pe corăbii comerciale sau militare.

### Taberele de aclimatizare
Meltzer a descoperit că aproximativ 33% dintre africani au murit în primul an pe continentul american în taberele de climatizare din întreaga zonă a Caraibilor. În Jamaica se afla una dintre cele mai faimoase tabere de aclimatizare. Dizenteria a fost una dintre cele mai importante cauze ale morții. Aproximativ 5 milioane de africani au murit în aceste tabere, ceea a dus la scăderea numărului supraviețuitorilor la aproximativ 10 milioane.

## Competiția dintre negustorii europeni
Comerțul transatlantic cu sclavi africani și-a avut originile în explorările marinarilor portughezi de-a lungul litoralului Africii de Vest în secolul al XV-lea. Mai înainte, legăturile cu piețele africane de sclavi au fost făcute doar de cei trimiși să plătească recompense pentru elimberarea portughezilor capturați de pirații nord-africani în timpul atacurilor împotriva corăbiilor sau satelor de pe continentul european. Primii europeni care au utilizat sclavi africani în Lumea Nouă au fost spaniolii, care au avut nevoie de trupe auxiliare în expedițiile lor de cucerire sau lucrători pe insule precum Cuba sau Hispaniola. Descreșterea alarmantă a populației băștinase a dus la emiterea primului decret regal pentru protejarea lor (Legile de la Burgos, 1512–1513). Primii sclavi africani au ajuns în Hispaniola în 1501. După ce portughezii au reușit să înființeze primele plantații de trestie de zahăr (engenhos) în nordul Braziliei (1545), negustorii portughezi din Africa de Vest au început să aprovizioneze aceste plantații cu sclavi africani. Dacă la început exploatarea acestor plantații se baza aproape în exclusivitate pe munca forțată a populației locale Tupí, portughezii au început după 1570 să importe africani, după ce epidemiile au decimat comunitățiel slăbite ale tupanilor. Pe la 1630 africanii îi înlocuiseră pe tupani în munca pe plantațiile de trestie de zahăr. Cultivarea și prelucrarea trestiei de zahar în Brazilia a făcut ca aproximativ 84% din africani să fie transportați în Lumea Nouă. 
Primele intervenții în favoarea sclavilor au fost făcute de misionarul Petru Claver, considerat patronul drepturilor omului. La mijlocul secolului al XVIII-lea activitatea iezuiților în favoarea indigenilor din America de Sud a dus la interzicerea ordinului în Imperiul colonial portughez și la expulzarea iezuiților din Brazilia în anul 1759.

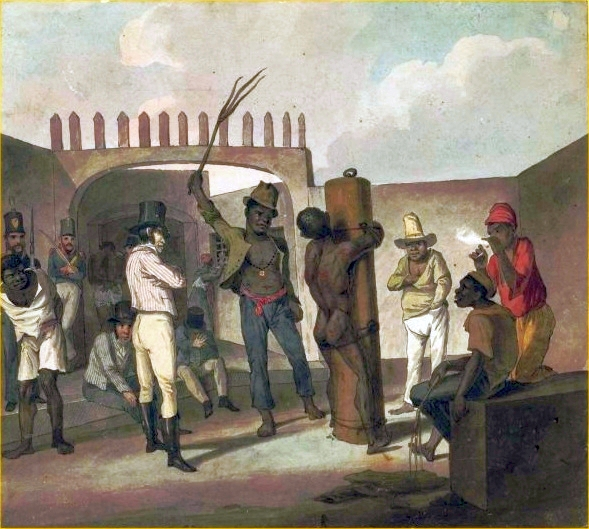
Pedepsirea sclavilor în Rio de Janeiro, prin anul 1822

Odată cu creștera puterii navale a britanicilor și colonizarea Americii de Nord și a unora dintre insulele din Indiile Occidentale, aceștia au devenit cei mai importanți negustori de sclavi. Într-un moment dat, Royal Africa Company cu sediul în Londra a câștigat monopolul acestui comerț, dar ca urmare a pierderii acestuli monopol în 1689, negustorii din Bristol și Liverpool s-au implicat tot mai mult în această afacere. 
Pe la sfârșitul secolului al XVII-lea, una din patru corăbii care părăseau portul Liverpool era una pentru sclavi. Cea mai mare parte a bunăstării de care s-a bucurat orașul Manchester și orașele învecinate s-a ridicat în secolul al XVIII-lea și cea mai mare parte a celui următor pe procesarea bumbacului recoltat de sclavi și pe industria textilă bazată pe acest bumbac. Alte orașe au profitat din plin de comerțul cu sclavi. Birmingham, cel mai mare producător de arme de foc din acele vremuri din Anglia, îi aproviziona cu arme pe negustorii de sclavi. Trei sferturi din zahărul produs în Lumea Nouă era trimis la Londra, unde era consumată și cea mai mare parte a acestuia.

## Destinațiile pentru sclavi în Lumea Nouă

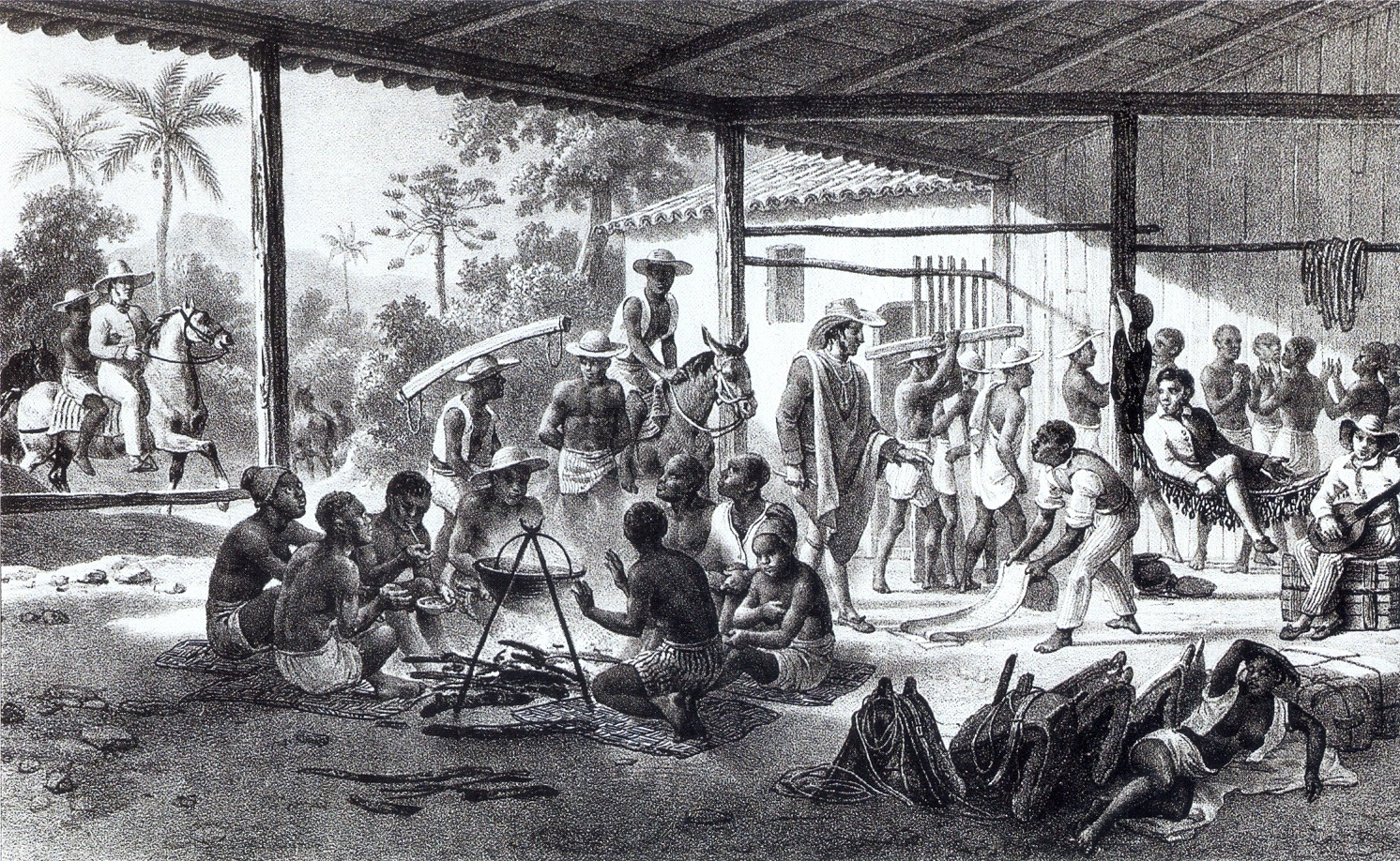
Sclavi cumpărați de curând așteptând să fie trimiși pe plantațiile stăpânilor lor, circa 1830.

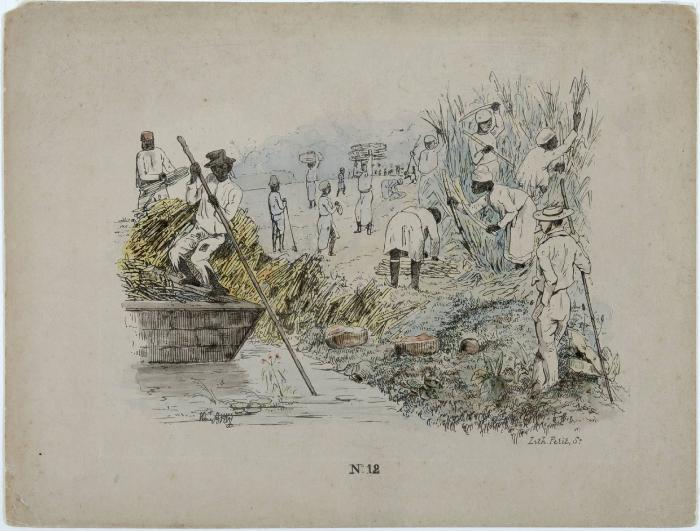
Plantație de trestie de zahăr din Surinam, litografie din secolul al XIX-lea.

Primii sclavi care au sosit ca forță de muncă ieftină în Lumea Nouă au ajuns în insula Hispaniola (acum Haiti și Republica Dominicană) în 1502. În Cuba au sosit primii patru sclavi în 1513. Primul transport a 4.000 de sclavi în Jamaica a sosit în 1518. Exportul de sclavi în Honduras și Guatemala a început în 1526.
Primii sclavi care au fost exportați în teritoriul ceea ce avea să devină Statele Unite ale Americii a ajuns în 1526, ca parte a tentativei spanile de colonizare din San Miguel de Gualdape. Până în toamna acelui an, dintre cei 300 de coloniști mai rămăseseră doar 100, iar dintre cei 100 de sclavi doar 70. Sclavii s-au revoltat în 1526 și cei care au reușit să se elibereze s-au refugiat la triburile băștinașilor din vecinătate. Spaniolii au părăsit colonia în 1527. Regiunea viitoarei Columbii a primit primii sclavi în 1533. Cumpărarea de sclavi în El Salvador a început în 1541, în Costa Rica în 1563 și în Florida în 1581. 
În secolul al XVII-lea, transportul sclavilor a crescut în mod semnificativ. În 1619 au fost aduși sclavi în colonia britanică Jamestown din Virginia. Primii africani răpiți în America de Nord britanică au fost considerați „servitori cu contract” și au fost eliberați după șapte ani. Legile din Virginia au reglementat sclavi în 1656, iar legiuitorii coloniei au adoptat în 1662 principiul partus sequitur ventrem, care decreta că urmașul unei mame sclave este sclav, indiferent de cine îi era tată. Emigranții irlandezi s-au mutat în Montserrat împreună cu sclavii lor în 1651. În 1655 au fost importați sclavi în Belize.
În 1802, coloniștii ruși notau că marinarii din Boston făceau troc cu tlingitii din Alaska oferind sclavi africani la schimb pentru blănuri de vidră.
| Destinație                               | Proporție |
| ---------------------------------------- | --------- |
| America Portugheză                       | 38,5%     |
| America Britanică (fără America de Nord) | 18,4%     |
| Imperiul Spaniol                         | 17,5%     |
| America Franceză                         | 13,6%     |
| America de Nord Britanică                | 9,70%     |
| Indiile Occidentale Olandeze             | 2,0%      |
| Indiile Occidentale Daneze               | 0,3%      |

Numărul total al africanilor care au sosit în fiecare regiune este calculat din numărul toatl al sclavilor importați, adică aproximativ 10 milioane.

## Economia sclavagistă

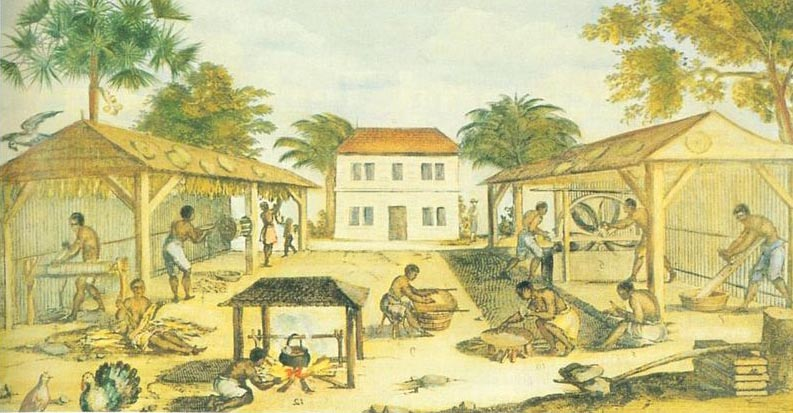
Sclavi lucrând la prelucrarea tabacului în Virginia, secolul al XVII-lea

În Franța secolului al XVIII-lea, profitul investitorilor în plantațiile exploatate de sclavi erau în jur de 6%, față de 5% pentru cele mai multe afaceri, adică o diferență de 20%. Riscurile legate de transportul pe mare și de fluctuațile pieței erau importante, iar investitorii au ales să le diminueze prin cumpărarea unor acțini de mică valoare pentru a mai multor corăbii în același timp. Astfel, ei puteau să își diversifice o mare parte a riscului. Între două voiaje, acțiunile corăbiilor puteau fi vândute și cumpărate în mod liber pe piață.
Cele mai profitabile colonii din  Indiile Occidentale au aparținut pe la 1800 Regatului Unit. După ce au intrat în afacerea cu trestie de zahăr relativ târziu, supremația navală britanică și controlul asupra insulelor cele mai importante precum Jamaica, Trinidad, Leeward și Barbados și a teritoriului Guyanei Britanice le-a oferit englezilor un avans important împotriva competiției. În vreme ce britanicii de rând nu au profitat de pe urma exploatării sclavilor, un număr redus de indivizi au câștigat mici averi. Avanatajele britanicilor au crescut după ce Franța a pierdut cea mai importantă colonie, Saint-Domingue (vestul insulei Hispaniola, Haiti din zilele noastre) în timpul unei răscoale a sclavilor din 1791 și a revoltelor împotriva rivalilor englezi, după revoluția din 1793. Mai înainte de 1791, zahărul britanici a trebuit să fie protejat împotriva zahărului francez mai ieftin. 
După 1791, insulele britanice au produs cea mai mare parte zahărului, iar englezii au devenit cel mai important client pentru această marfă. Zahărul din Indiile Occidentale putea fi găsit cu ușurință în magazine, iar el era folosit cu precădere pentru prepararea ceaiului adus din India. S-a estimat că profiturile obținute din comerțul cu sclavi și exploatarea plantațiilor din Indiile Occidentale a creat unul din douăzeci de lirele care circulau în economia britanică în vremea Revoluției industriale din ultima jumătate a secolului al XVIII-lea.

## Efecte
| Anul                      | 1750 | 1800 | 1850  | 1900  | 1950  | 1999  |
| ------------------------- | ---- | ---- | ----- | ----- | ----- | ----- |
| Total                     | 791  | 978  | 1.262 | 1.650 | 2.521 | 5.978 |
| Africa                    | 106  | 107  | 111   | 133   | 221   | 767   |
| Asia                      | 502  | 635  | 809   | 947   | 1.402 | 3.634 |
| Europa                    | 163  | 203  | 276   | 408   | 547   | 729   |
| America Latină și Caraibe | 16   | 24   | 38    | 74    | 167   | 511   |
| America de Nord           | 2    | 7    | 26    | 82    | 172   | 307   |
| Oceania                   | 2    | 2    | 2     | 6     | 13    | 30    |

| Anul                      | 1750 | 1800 | 1850 | 1900 | 1950 | 1999 |
| ------------------------- | ---- | ---- | ---- | ---- | ---- | ---- |
| Total                     | 100  | 100  | 100  | 100  | 100  | 100  |
| Africa                    | 13,4 | 10,9 | 8,8  | 8,1  | 8,8  | 12,8 |
| Asia                      | 63,5 | 64,9 | 64,1 | 57,4 | 55,6 | 60,8 |
| Europa                    | 20,6 | 20,8 | 21,9 | 24,7 | 21,7 | 12,2 |
| America Latină și Caraibe | 2,0  | 2,5  | 3,0  | 4,5  | 6,6  | 8,5  |
| America de Nord           | 0,3  | 0,7  | 2,1  | 5,0  | 6,8  | 5,1  |
| Oceania                   | 0,3  | 0,2  | 0,2  | 0,4  | 0,5  | 0,5  |

Istoricul Walter Rodney a demonstrat că, la începutul comerțului cu sclavi în secolul al XVI-lea, deși era un anumit decalaj tehnologic între Europa și Africa, acesta nu era unul foarte important. Ambele continente foloseau tehnologia Epocii fierului. Principalul avantaj al Europei era în domeniul construirii de corăbii. În timpul exploatării sclavilor africani, populația Europei și Americilor a crescut exponențial, în vreme ce cea a Africii a rămas aproximativ constantă. Rodney a afirmat că profiturile obținut de pe urma sclavilor au fost folosite pentru creșterea economică și dezvoltarea tehnologică în Europa și America. Bazându-se pe teoriile emise mai înainte de Eric Williams, el susține că revoluția industrială a fost alimentată, cel puțin parțial, de profiturile agriculturii din America. El a dat ca exemple inventarea motorului cu abur de către James Watt, care a fost finanțat de stăpânii de plantații din Caraibe.
Alți istorici au atacat atât metodologia lui Rodney cât și jutețea acesteia. Joseph C. Miller a considerat că schimbările sociale și stagnarea demografică (care fusese cercetată în exemplul Africii Occidentale Centrale) a fost cauzată de cauze interne în principal. Joseph Inikori a venit cu noi argumente, estimând creșterile demografice în cazul în inexistenței comerțului cu sclavi. Patrick Manning a fost de acord că instituțiile sociale și populația Africii au fost puternic afectate de comerțul cu sclavi, dar a criticat abordarea lui Inikori, care nu a l uat în considerație alți factori, precum foametea sau seceta.

### Efectele asupra econmoiei Africii de Vest

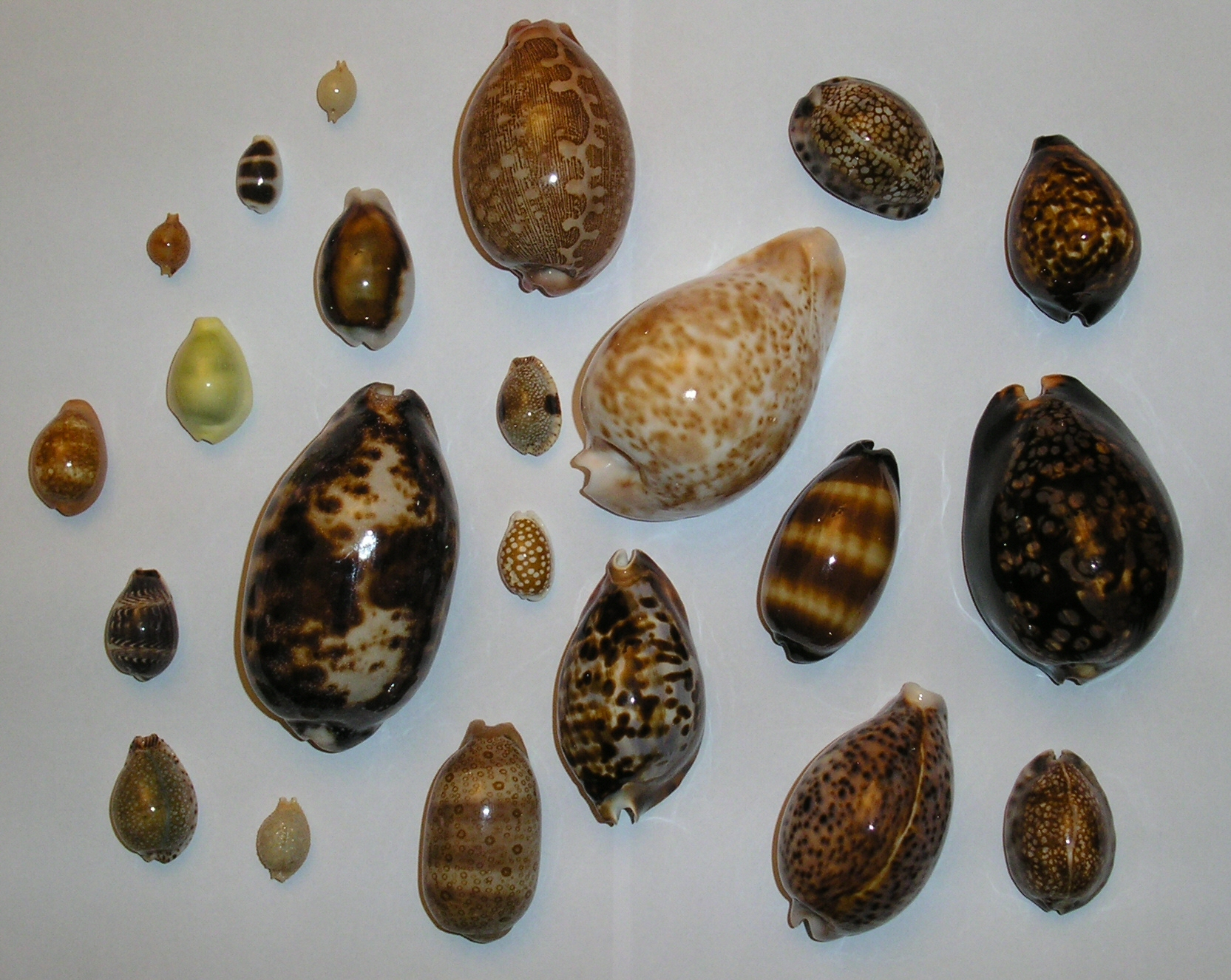
Scoici folosite ca monedă de schimb în cadrul comerțului cu sclavi

Nu este nici un cercetător care să nege răul făcut popoarelor înrobite, dar efectele comerțului cu sclavi asupra societăților africane sunt dezbătute în continuare, datorită presupusei bunăstări aduse de importul în Africa de bunuri europene. Apărătorii comerțului cu sclavi, așa cum este Archibald Dalzel, sunt de părere că societățile africane erau puternice și au fost prea puțin afectate de comerțul cu robi. În secolul al XIX-lea, aboliționiștii europeni, printre cei mai importanți numărându-se Dr. David Livingstone, au avut un punct de vedere complet opus, afirmând că economiile și societățile locale fragile au fost puternic afectate de comerțul cu sclavi. 
În ciuda faptului că efectele negative ale sclaviei asupra economiei africane sunt evidente, primul care poate fi observat fiind declinul semnificativ al populației, unii monarhi africani au considerat că existau și beneficii economice ale vânzării supușilor lor negustorilor europeni de sclavi. Cu excepția Angolei portugheze, liderii africani de pe litoralul Atlanticului „au controlat în general accesul la coastele lor și au fost capabili să previne înrobirea directă a supușilor și cetățenilor lor”. După cum spune omul de știință John Thornton, liderii africani care au permis continuarea comerțului cu sclavi au avut beneficii imiediate din vânzarea supușilor lor europenilor. Liderii Regatului Benin de exemplu, care au fost foarte activi în comerțul cu sclavi în perioada 1715 – 1735, i-au surprins pe negustorii olandezi, care nu se așteptaseră să primească pentru cumpărare și cetățeni ai Beninului. Câștigurile obținute din schimbul sclavilor pentru bunuri europene au fost suficient de mari pentru ca Regatul Benin să reintre în acest comerț după o foarte lungă perioadă de neparticipare. Câștigurile acestui comerț includeau tehnologie militară (în principal arme de foc și muniție), aur, sau doar menținerea unor relații amicale cu puterile europene. Prin urmare, comerțul cu sclavi a fost un mijloc pentru obținerea unor avantaje economice și politice pentru anumite elite africane. IstoriculWalter Rodney a estimat că, până prin 1770, regele din Dahomey câștiga aproximativ 250.000 de lire pe an din vânzarea soldaților luați prizonieri sau a unor civili înrobiți negustorilor europeni. Numeroase națiuni vest africane aveau o îndelungată tradiție a sclaviei, care a fost transformată în comerț cu europenii. 
Comerțul transatlantic a adus în Africa noi plante de cultură și mijloace de plată moderne care au fost adoptate de negustorii vest africani. Acest lucru poate fi interpretat ca o reformă instituțională care a redus costul afacerilor. Dar beneficiile dezvoltării economice au fost limitate atâta vreme cât afecerile includeau și comerțul cu sclavi.
Thornton și Fage susțin că, în vreme ce anumite elite politice africane au câștigat în cele din urmă de pe urma comerțului cu sclavi, decizia lor de participare la acest comerț ar fi putut fi influențată mai degrabă de ceea ce puteau pierde dacă nu se implicau. În articolul lui Fage „Slavery and the Slave Trade in the Context of West African History”, el notează faptul că, pentru vest africani, „...au existat foarte puține mijloace eficiente de mobilizare a forței de muncă pentru nevoile economice și politice ale statului” în lipsa comerțului cu sclavi.

### Efectele asupra economiei britanice

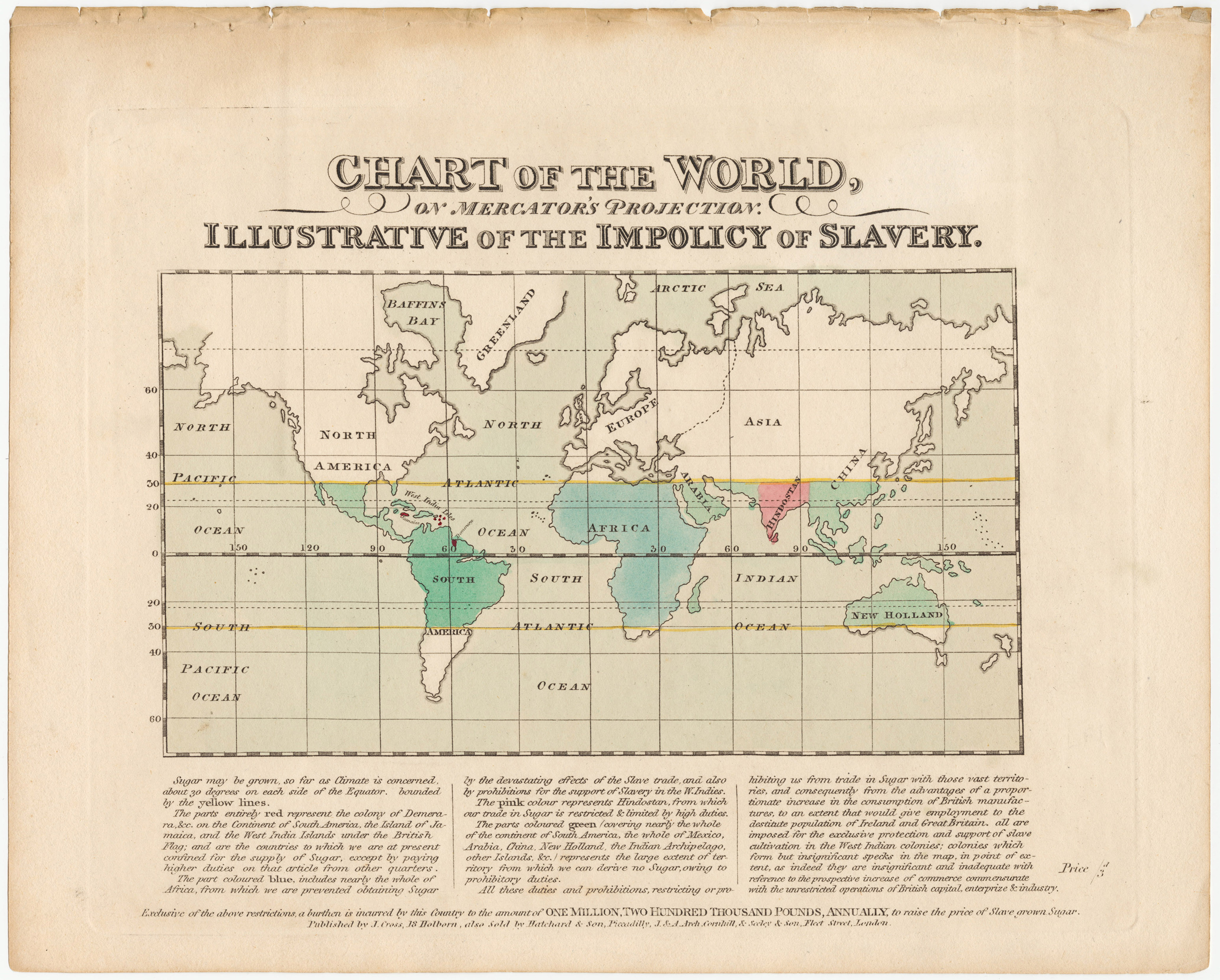
Hartă și articol din 1823 prin care se afirmă că interdicțiile la importuri și taxele mari pentru zahar au umflat în mod artificial prețurile și a dus la scăderea producției industriale în Anglia

În 1944, istoricul Eric Williams a afirmat că profiturile pe care le-au obținut britanicii din coloniile cultivatoare de trestie de zahăr sau din comerțul cu sclavi dintre Africa și Caraibe au fost un factor principal în finanțarea revoluției industriale britanice. Până la urmă, consideră el, comerțul cu sclavi își pierduse profitabilitatea în perioada de dinainte de abolirea acestuia în 1833 și era în interesul economic al Angliei să îl interzică.
Alți cercetători și istorici nu au fost de acord cu ceea ce avea să fie cunoscută în lumea academică cu numele de „Teza Williams”. David Richardson a afirmat că profiturile din comerțul cu sclavi au însumat mai puțin de 1% din investițiile din Marea Britanie. Istoricul economic Stanley Engerman a ajuns la concluzia că, și fără scăderea costurilor asociate ale comerțului cu sclavi, (costurile transportului naval, mortalitatea în rândurile sclavilor, mortalitatea în rândul supușilor britanici, consturile pentru apărare etc) sau reinvestirea profitului obținut în comerțul cu sclavi, profiturile totale ale comerțului cu sclavi și ale plantațiilor din Indiile Occidentale au însumat mai puțin de 5% din toată economia britanică, în oricare dintre anii revoluției industriale. Cei 5% calculați de Engerman pentru maximum de beneficiu obținut pune la îndoială argumentele lui Williams, în primul rând pentru că nu ia în considerației costurile asociate ale comerțului cu sclavi, dar și pentru că pleacă de la presupunerea că valoarea brută a comerțului cu sclavi a fost o contribuție directă la formarea venitului național britanic. Istoricul Richard Pares, într-un articol publicat mai înaite de cartea lui Williams, minimalizează influența bogăției generate în plantații din Indiile Occidentale în finanțarea Revoluției industriale, afirmând că grosul investițiilor din profiturile plantațiilor mai sus numite a apărut după emanciparea sclavilor, nu înainte.
Seymour Drescher și Robert Anstey consideră pe de altă parte că comerțul cu sclavi a rămas profitabil până la scoaterea lui în afara legii, iar pentru abolirea acestuia au fost responsabile reformele morale, nu interesele economice. Ei consideră că sclavia a fost profitabilă până în prima jumătate a secolului al XIX-lea datorită inovațiilor în agricultură.
Karl Marx în lucrarea sa economică fundamentală Das Kapital a scris că „... transformarea Africii într-o rezervație de vînătoare de negri, așa au arătat zorile erei producției capitaliste”. El a afirmat că vânzarea sclavilor a fost parte a ceea ce el a denumit „acumulare primitivă” a capitalului și „acumulare necapitlaistă” a bogăției care a precedat și creat condițiile financiare pentru industrializarea britanică.

### Demografia

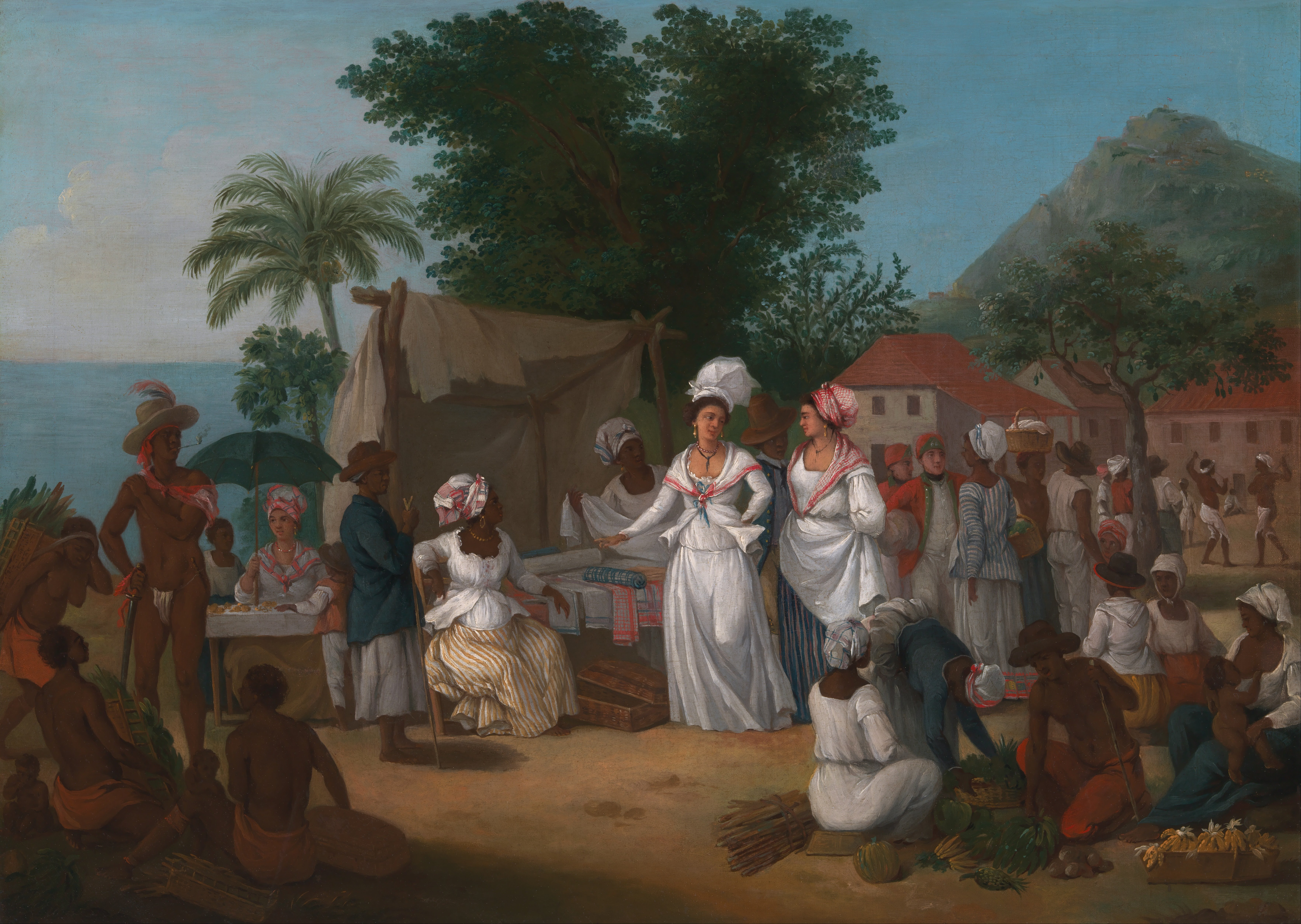
O piață pentru produsele din in cu sclavi africani, Indiile Occidentale, 1780

Efectele comerțului cu sclavi asupra populației este un subiect controversat și foarte viu dezbătut. Deși cercetătorii precum Paul Adams și Erick D. Langer au estimat că Africa subsahariană a reprezentat 18% din populația globului în 1600 și doar 6% în 1900, motivele pentru apariției modificări demografice a fost subiectul a numeroase discuții academice. În afară de depopularea de care a avut parte Africa ca urmare a comerțului cu sclavi, națiunile africane au fost lăsate cu o structură demografică puternic dezechilibrată, femeile reprezentând cam 65% din totalul populației în regiuni precum Angola. Mai mult chiar, anumiți cercetători (de exemplu Barbara N. Ramusack) au sugerat că există o legătură dintre răspâbdurea prostituției în Africa în zilele noastre și obiceiul căsătoriilor temporare impuse în timpul comerțului cu sclavi.
Walter Rodney a afirmat că exportul a așa de mulți bărbați a fost un dezastru demografic care a lăsat Africa puternic dezavantajată în comparație cu oricare altă parte a lumii și este principala explicație pentru sărăcia continuă a continentului. El a prezentat cifrele comparative care arată că populația Africii a rămas relativ constantă în această perioadă, în vreme ce aceea a Europei și Asiei a crescut în mod exploziv. După cum spune Rodney, toate ramurile economiei au fost influențate negative de comerțul cu sclavi, deoarece cei mai puternici negustori au abandonat activitățile tradiționale pentru ca să se implice în comerțul cu sclavi, iar clasele inferioare ale populației au fost subminate de sclavia însăși. 
Alți cercetători nu au fost de acord ce acest punct de vedere. J. D. Fage a comparat efectul demografic asupra continentului ca un întreg. David Eltis a comparat cifrele cu rata emigrației din Europa din această perioadă. Doar în secolul al XIX-lea, peste 50 de milioane de oameni au părăsit Europa pentre Americi, o rată mult mai ridicată decât a oamenilor înrobiți și exportați din Africa.
Walter Rodney a fost acuzat că a caracterizat în mod greșit comerțul dintre africani și europeni. Aceștia susțin că africanii, sau mai curând elitele africane, au lăsat în mod deliberat comercianții europeni să se alăture unui comerț cu oameni înrobiți, care era deja foarte dezvoltat, și că europenii nu au fost sprijiniți.
După cum susține Joseph E. Inikori, istoria regiunii arată că efectele sunt încă destul de dăunătoare. El susține că modelul economic african al perioadei a fost foarte diferit de modelul european și nu a putut susține astfel de pierderi de populație. Reducerea populației în anumite zone a condus, de asemenea, la nenumărate alte probleme. Inikori observă de asemenea că, după suprimarea comerțului cu sclavi, populația Africii a început aproape imediat să crească, chiar înainte de introducerea medicamentelor moderne.

### Rasismul
Walter Rodney a afirmat că:

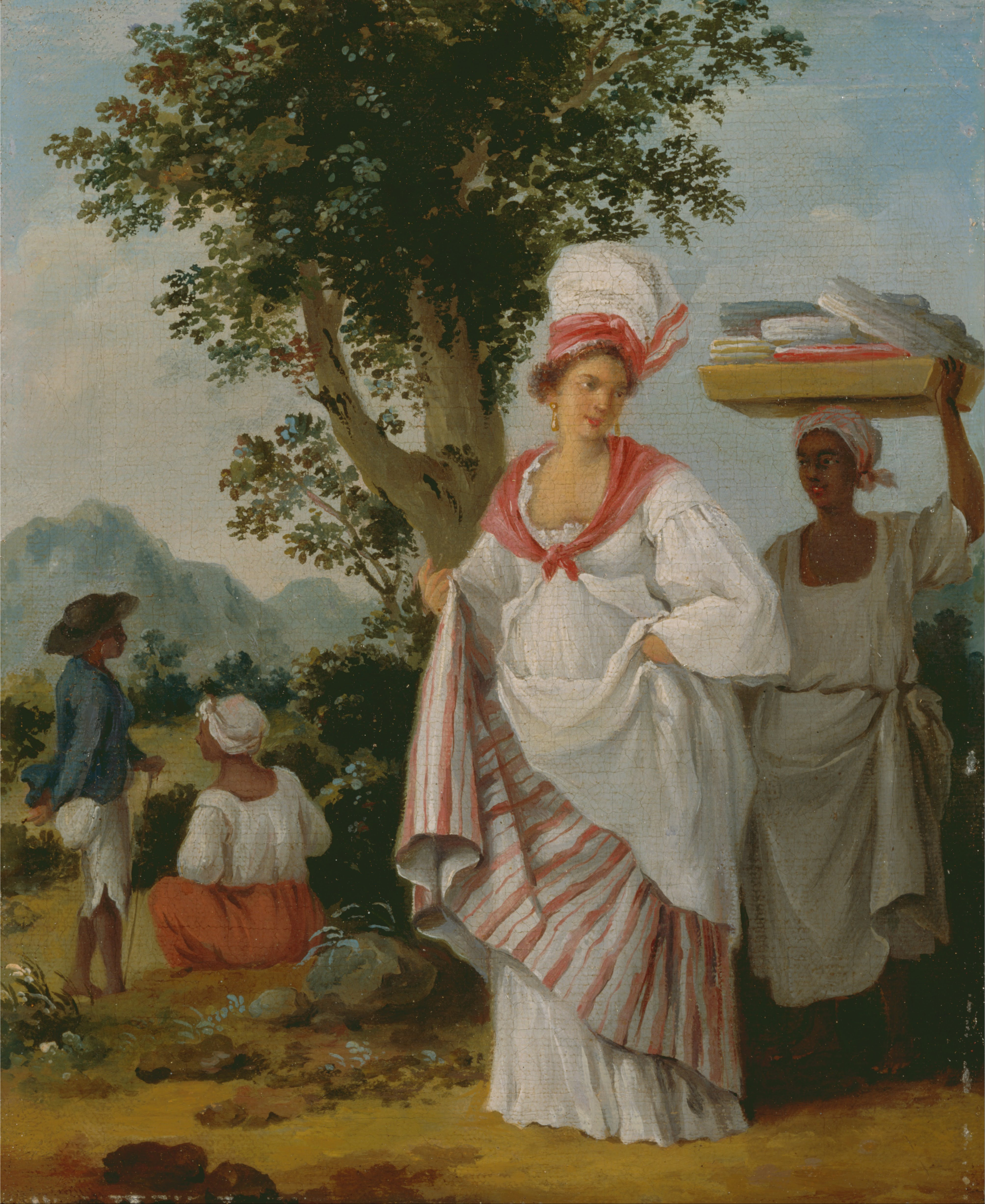
Femeie creolă din Indiile Occidentale și sclava sa, aproximativ 1780

Rolul sclaviei în promovarea prejudecăților și ideologiei rasiste a fost studiat cu atenție în anumite situații, în special în SUA. Simplul fapt este că niciun om nu poate înrobi un altul timp de patru secole fără să rezulte o notă de superioritate, iar atunci când culoarea și alte trăsături fizice ale acestor popoare erau destul de diferite, era inevitabil ca prejudecățile să aibă o formă rasistă.
Eric Williams a adăugat că „O fațetă rasială [a fost] dată la ceea ce este în esență un fenomen economic. Sclavia nu s-a născut din rasism: mai degrabă, rasismul a fost consecința sclaviei.”

## Sfârșitul comerțului transatlantic cu sclavi
Vedeți și: Blocada Africii 

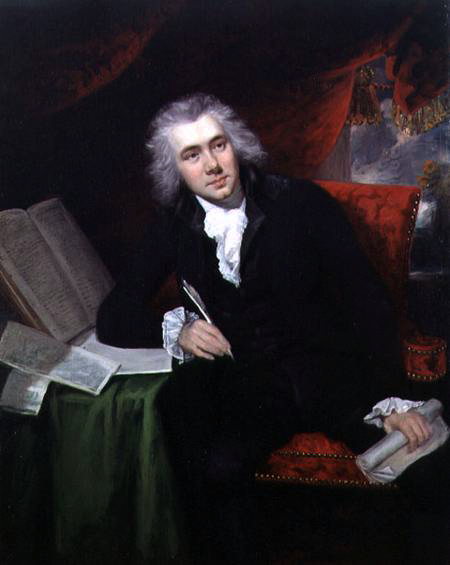
William Wilberforce (1759-1833), politician și filantropul care a fost un lider al mișcării de abolire a comerțului cu sclavi.

În Marea Britanie, America, Portugalia și alte părți ale lumii, s-a dezvoltat o opoziție împotriva comerțului cu sclavi. Davis amintește că aboliționiști au crezut că „sfârșitul importului de sclai avea să ducă în mod automat la ameliorarea și abolirea graduală a sclaviei”.
În Marea Britanie și America, opoziția la comerțul cu sclavi a fost condusă de Religious Society of Friends (Quakerii) și de evangheliști precum William Wilberforce. Numeroși oameni s-au alăturat mișcării și au protestat împotriva acestui comerț, dar au trebuit să înfrunte opoziția proprietarilor exploatărilor din colonii. După decizia lui Lordului Mansfield din 1772, sclavii deveneau automat oameni liberi în momentul în care pășeau pe teritoriul britanic. Sub conducerea lui Thomas Jefferson, noul stat Virginia a devenit în 1778 primul stat și una dintre primele jurisdicții din lume care a hotărât oprirea importului de sclavi în vedere vânzării. Importul sclavilor din alte state americane sau de peste mări a fost calificat drept infaracțiune. Pe de altă parte, persoanele care se mutau dintr-un stat american în altul aveau voie să își aducă sclavii pe care îi dețineau deja. Noua lege a dus la eliberarea tuturor sclavilor importați ilegal după votarea legii și impunea amenzi grele celor care o încălcau. Danemarca, care participase activ la comerțul cu sclavi, a fost prima țară care a interzis prin lege acest comerț printr-o lege din 1792, care a intrat în vigoare în 1803. Marea Britanie a interzis comerțul cu sclavi în 1807, impunând amenzi foarte mari pentru fiecare sclav găsit la bordul corăbiilor britanice. Royal Navy a luat măsuri pentru împiedicarea și altor națiuni să continue comerțul cu sclavi și a declarat să sclavia este egală cu pirateria, iar cei care o practicau puteau fi pedepsiți cu pedeapsa capitală. Congresul Statelor Unite ale Americii a votat Legea Comerțului cu Sclavi din 1794, prin care a interzis construirea sau amenajarea corăbilor destinate comerțului cu sclavi în porturile americane. În 1807, Congresul a scos în afara legii importul de sclavi începând cu 1 ianuarie 1808, prima dată permisă de Constituția SUA pentru instituirea unei asemenea interdicții.
William Wilberforce a fost forța motrice din Parlamentul britanic în lupta împotriva comerțului cu sclavi din Imperiul Britanic. Pe 22 februarie 1807, Camera Comunelor a trecut o moțiune (283 voturi pentru și 16 împotrivă) pentru abolirea comerțului transatlantic cu sclavi. SUA au abolit comerțul cu sclavi în același an, dar nu și comerțul intern cu sclavi, care avea să mai continue până în deceniul al șaptelea. În 1805,ordinul emis în numele monarhului britanic a restricționat importul sclavilor în coloniile cucerite de la francezi sau olandezi.
Britanicii au continuat să exercite presiuni asupra altor națiuni pentru oprirea comerțului cu sclavi. în 1810 a fost semnat un tratat anglo-portughez prin care Portugalia a fost de acord să restricționeze comerțul cu sclavi în coloniile sale. În 1813, a fost semant un tratat anglo-suedez prin care Suedia interzicea comerțul cu sclavi. Tratatul de la Paris din 1814 cu Frana constata că acest comerți este „incompatibil cu principiile dreptății naturale”. Parisul era de acord să abolească comerțul cu sclavi în cinci ani. Tratatul anglo-olandez din 1814 a scos în afara legii comerțul cu sclavi al negustorilor Țărilor de Jos.

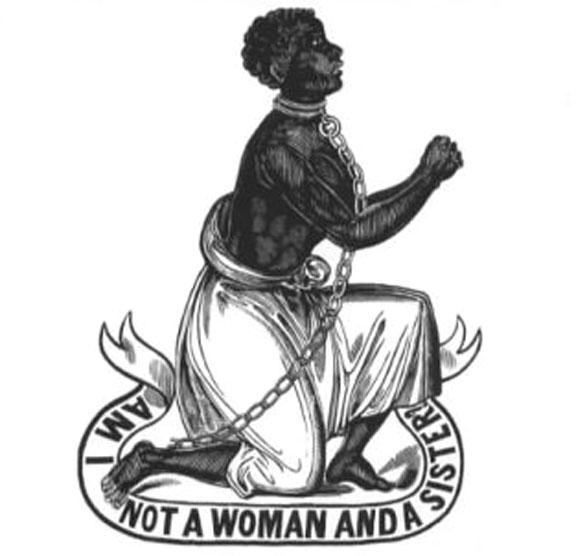
"Am I not a woman and a sister?"
medalion conceput în 1787 de Josiah Wedgwood pentru susținerea campaniei britanice împotriva sclaviei

Escadra Africii Occidentale a Royal Navy a fost fondată în 1808 cu un efectiv de până la 25 de corăbii, care aveau ca sarcină combaterea sclaviei de-a lungul litoralului Africii. Între 1807 și 1860, escadra Royal Navy a confiscat aproximativ 1.600 de vase implicate în comerțul cu sclavi și a eliberat 150.000 de africani înrobiți transportați la bordul acestor corăbii. Mai multe sute de sclavi au fost transportați anual în colonia britanică Sierra Leone, unde au fost obligați să lucreze ca „ucenici” în economia locală până în anul 1833, anul în care a fost emisă Legea Abolirii Sclaviei.

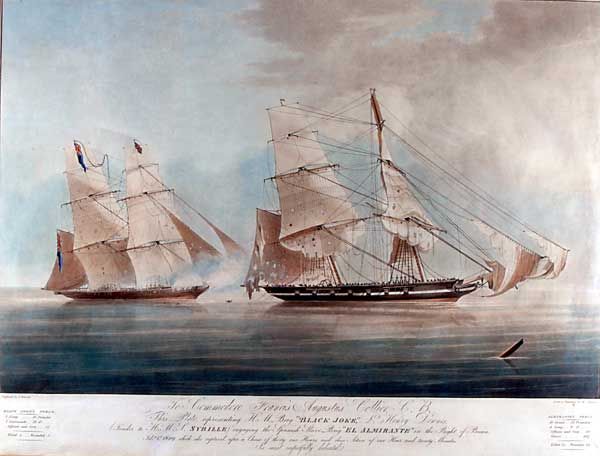
Capturarea vasului pentru sclavi El Almirante de către Royal Navy. HMS Black Joke a eliberat 466 de sclavi.

Ultima corabie care a debarcat sclavi pe teritoriul SUA a fost Clotilde, care a transportat în mod ilegal în 1859 o sută șaisprezece sclavi africani în Mobile, Alabama. Africanii de la bordul navei au fost vânduți ca sclavi. până la urmă, sclavia a fost abolită în SUA în 1865, la sfârșitul Războiului Civil American. Ultimul supraviețuitor al acestui transport a fost Cudjoe Lewis, care a murit în 1935.
Ultima țară care a interzis comerțul transatlantic cu sclavi a fost Brazilia în 1831. Cu toate acestea, a continuat să existe un comerț ilegal foarte activ, un mare număr de robi fiind transportați în Brazilia și Cuba până în deceniul al șaptelea, când eforturile comune ale marinei și diplomaților britanici au pus capăt definitiv comerțului transatlantic cu sclavi. În 1870, portughezii au pus capăt ultimei rute de comerț cu Americile, unde ultima țară care a importat sclavi a fost Brazilia. În Brazilia, sclavia a fost intezisă în 1888, aceasta fiind ultima țară care a interzis robia. 
Istoricul Walter Rodney susține că scăderea rentabilității comerțului triunghiular a făcut posibilă afirmarea anumitor sentimente umane fundamentale la nivelul decizional într-o serie de țări europene - Marea Britanie fiind cea mai importantă, pentru că a fost cel mai mare transportator transatlantic de robi africani. Rodney mai consideră că modificările în domeniile productivității, tehnologiei și structurii schimburilor din America și Europa a dus la decizia britanicilor din 1807 să pună capăt implicării lor comerțul cu sclavi. În 1809, președintele James Madison a scos în afara legii comerțul cu sclavi cu Statele Unite. 
Cu toate acestea, Michael Hardt și Antonio Negri consideră că nu a fost vorba nici de probleme strict economoice nici măcar morale. În primul rând, pentru că sclavia a fost (în practică) încă profitabilă pentru capitalism, asigurând nu doar un influx de capital, dar și „disciplinarea” forța de muncă. Argumentul recent ale „translației morale” este descris de Hardt și Negri ca un aprat „ideologic”, folosit pentru eliminarea sentimentului de vinovăție al societății occidentale. Deși argumentele morale au jucat un rol secundar, principalul motiv a fost o strategie de subminare a profiturilor competitorilor economici. Acest argument susține că istoria eurocentrică a fost orbă față de cel mai important element al acestei lupte pentru emancipare,adică starea de rebeliune constantă și antagonismul revoltelor sclavilor. Dintre rebeliunile sclavilor, cea mai importantă a fost Haitian Revolution. Șocul acestei revoluții din 1804 a adus un argument politic pentru oprirea comerțului cu sclavi de peste trei ani. 

## Urmări

### Diaspopra africană

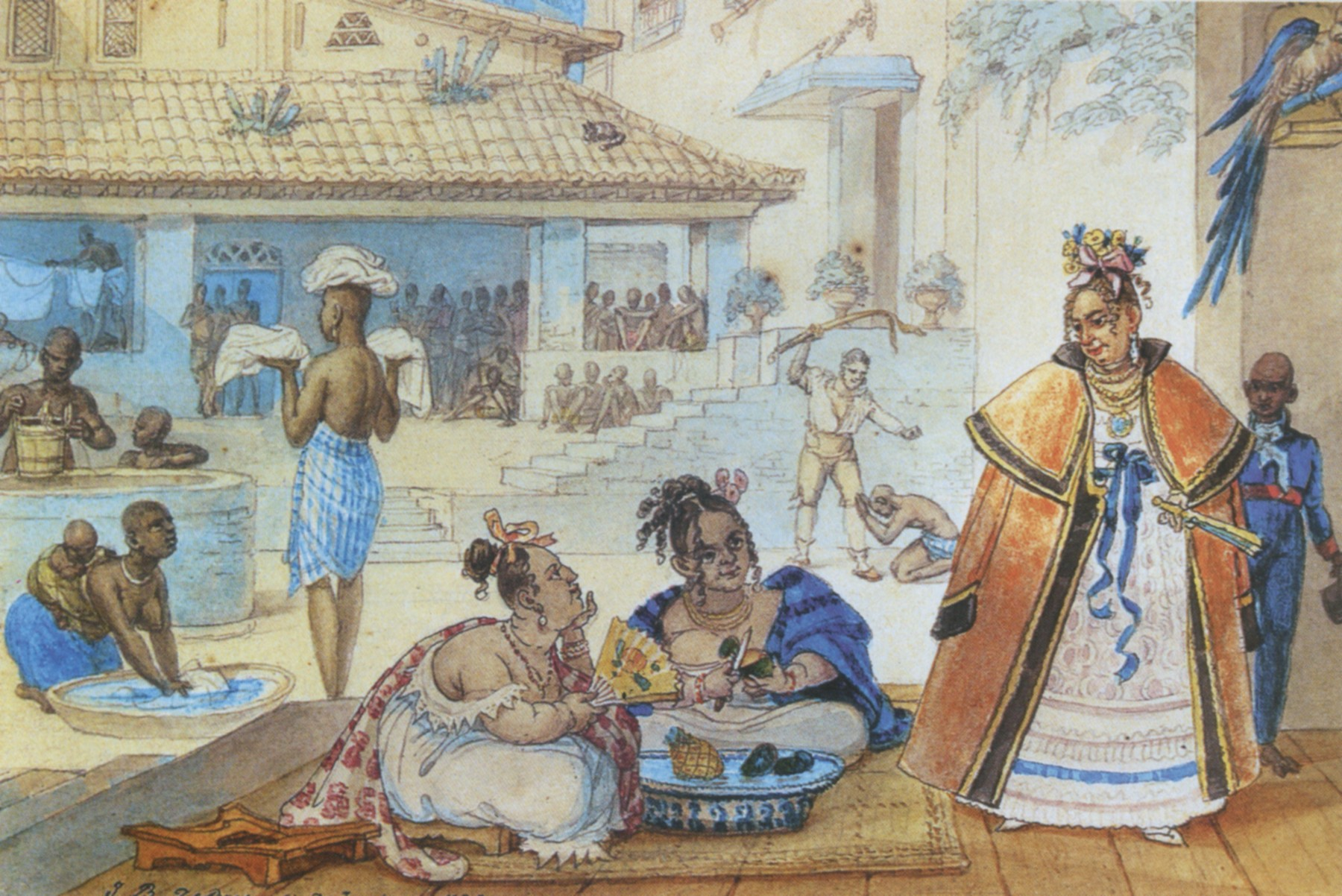
House slaves in Brasilia|Brazil c. 1820, by Jean-Baptiste Debret

Diaspora africană care a fost creată de via sclavie a fost o parte complex întrețesută a istoriei și culturii americane. Succesul romanului lui Alex Haley Roots: The Saga of an American Family publicată în 1976 și serialul TV bazat pe acesta, Roots, a produs un interes crescut pentru moștenirea africană a comunității afro-americane. Influențați, cel puțin în parte, de acest roman, numeroși afroamericani au început să își cerceteze genealogia și să viziteze Africa de Vest. O întreagă industrie a turismului s-a dezvoltat pentru asigurarea serviciilor acestora. Un exemplul important al acestei industrii este „Roots Homecoming Festival”, care se ține anual în Gambia, în cursul căruia afroamericanii pot să se „vină acasă” simbolic în Africa. Cu toate acestea, au apărut dispute între afroamericanii și autoritățile africane cu privire la modul de expunere a site-urilor istorice care au fost implicate în comerțul transatlantic cu sclavi – afroamericanii fiind nemulțumiți de faptul că aceste amplasamente nu sunt tratate sunt cu erspect și sensibilitate, ci mai degrabă ca afaceri comerciale.

### „Back to Africa”
În 1816, un grup de americani bogați, dintre unii erau aboliționiști, alții rasiști, au fondat American Colonization Society care avea ca obiectiv declarat reîntoarcerea afroamericanilor din Statele Unite în Africa de Vest. În 1820, ei au organizat primul tranport către Liberia. În următorii zece ani, aproximativ două mii de afroamericani au fost colonizat în această țară vest-africană. Aceste recolonizări au continuat de-a lungul întregului secol XIX,cu un ritm mai susținut odată cu deteriorara relațiilor interrasiale din satele sudiste după reconstrucția din 1877.

### Mișcarea Rastafari
Mișcarea Rastafari, care își are originile în Jamaica, unde 98% din populație o reprezintă descendenții fostelor victime ale comerțului transatlantic cu sclavi,a făcut eforturi mari să aducă la cunoștința publicului tragedia sclaviei și să se asigure că nu va uitată, în special prin muzica reggae.

### Scuzele oficiale

#### În întreaga lume
În 1998, UNESCO a proclamat ziua de 23 august a „Zilei internaționale pentru Aducerea-aminte a Comerțului cu Sclavi și a Abolirii Acestuia”. Din acel an au avut loc mai multe evenimente pentru recunoașterea efectelor sclaviei. În timpul Conferinței Mondiale împotriva Rasismului din Durban, Africa de Sud din anul 2001, națiunile africane au pretins ca state implicate în comerțul cu sclavi să prezinte în mod public scuze. Dacă unele națiuni au fost gata să prezinte scuze, opoziția manifestată de Regatul Unit, Portugalia, Spania, SUA și Olanda au blocat orice tentativă în acest domeniu. Unul dintre motivele care au motivat această atitudinea a fost teama pentru pretinderea de compensații financiare. Începând din 2009 au fost depuse eforturi pentru crearea unui memmorial ONU al sclaviei în memoria victimelor comerțului transatlantic cu sclavi.

#### Benin
În 1999, președintele Mathieu Kerekou Beninului (fostul Regat Dahomey) a prezentat scuze pentru rolul pe care l-au jucat africanii în comerțul transatlantic cu sclavi. Luc Gnacadja, ministru al guvernului din Benin, a declarat mai târziu: „Comerțul cu sclavi este o rușine și noi ne căm pentru el.” Cercetătorii au estimat că aproximativ 3 milioane de sclavi au fost exportați doar din Golful Benin.

#### Franța
Pe 30 ianuarie 2006 președintele Franței Jacques Chirac a spus că 10 mai ar trebui să fie proclamată o zi națională a aducerii aminte pentru victimele scalviei în Franța. Pe 10 mai 2001 a fost votată în Franța o lege care califica sclavia ca fiind crimă împotriva umanității.

#### Ghana
Președintele Jerry Rawlings al Ghanei și-a cerut la rândul lui scuze pentru implicarea țării sale în comerțul cu sclavi.

#### Olanda
În cadrul conferinței ONU despre comerțului transatlantic cu sclavi din 2001, ministrul olandez pentru politica urbană și integrarea minorităților etnice Roger van Boxtel a declarat că Olanda „recunoaște nedreptățile grave ale trecutului”. Pe 1 iulie 2013, cu ocazia sărbătoririi a 150 de ani de la abolirea scaviei în Indiile Occidentale Olandeze, guvernul olandez și-a exprimat „regretul și remușcarea profunde” pentru implicarea Țărilor de Jos în comerțul transatlantic cu sclavi. Guvernul olandez nu a prezentat și scuze oficiale pentru implicarea în comerțul cu sclavi, deoarece scuzele presupun considerarea acțiunilor sale din trecut ca fiind ilegale și ar putea conduce la formularea de cereri pentru despăgubiri financiare din partea descendenților sclavilor.

#### Nigeria
În 2009, Congresul Drepturilor Civile din Nigeria a scris o scrisoare deschisă adresată tuturor șefilor de triburi africane care au participat la vânzarea sclavilor cerându-le să își prezinte scuze pentru rolul lor în comerțul transatlantic cu sclavi: „Nu putem să continuăm să îi învinovățim pe albi, în vreme ce africanii, în mod particular conducătorii, sunt neprihăniți. Având în vedere faptul că americanii și Europa au acceptat cruzimea rolurilor lor și au cerut scuze cu convingere, ar fi logic, rezonabil și plin de smerenie dacă conducătorii tradiționali africani ... [pot] accepta vina și își vor cere oficial scuze descendenților victimelor pentru colaborarea și exploatarea lor la comerțul cu sclavi”.

#### Uganda
În 1998, președintele Ugandei Yoweri Museveni a cerut șefilor de trib să își ceară scuze pentru implicarea în comerțul cu sclavi: „Șefii africani au cei care au pornind războaie unul împotriva celuilalt, și-au capturat semenii și i-au vândut. Dacă cineva ar trebui să-și ceară scuze, ar trebui să fie șefii africani. Mai avem acei trădători aici chiar și astăzi”. 

#### Regatul Unit
Pe 9 decembrie 1999, Consiliul municipal al orașului Liverpool a votat o moțiune oficială prin care își cerea scuze pentru contribuția orașului la comerțul cu sclavi. Toată lumea a fost de acord ca Liverpool să își recunoască responsabilitatea pentru implicarea sa în comerțul cu sclavi timp de trei secole. Consiliul municipal și-a scuze fără rezerve pentru implicarea orașului Liverpool și efectul neîntrerupt al sclaviei asupra comunităților negre din Liverpool.
On 27 November 2006, British Prime Minister Tony Blair made a partial apology for Britain's role in the African slavery trade. However African rights activists denounced it as "empty rhetoric" that failed to address the issue properly. They feel his apology stopped shy to prevent any legal retort. Blair again apologized on 14 martie 2007.
Pe 24 august 2007, primarul Londrei Ken Livingstone și-a cerut în mod public scuze pentru rolul orașului în comerțul cu sclavi. „Poți să te uiți peste drum să vezi instituțiile care încă se bucură de bunăstarea bogăției create de ei din sclavie”, a spus el arătând către districtul financiar, după care a izbucnit în lacrimi. El a afirmat că Londra era încă pătată de ororile sclaviei. Jesse Jackson l-a lăudat pe primarul Livingstone și a afirmat că trebuie plătite despăgubiri.

#### Statele Unite ale Americii
Pe 24 februarie 2007, Adunarea Generală a statului Virginia a votat Rezoluția comună nr. 728 prin care se exprima „cu profund regere servitutea involuntară a africanilor și exploaterea băștinașilor americani și cheamă pentru reconciliere printre toți cetățenii Virginiei”. Aprobarea acestei rezoluții a făcut ca Virginia să fie primul dintre cele 50 de state ale SUA care recunoaște prin parlamentul local implicarea statului lor în sclavie. Aprobarea acestei rezoluții a fost făcut cu ocazia aniversării a 400 de ani de la fondarea orașului Jamestown, Virginia, prima colonie permanentă engleză care a supraviețuit până în zilele noastre în SUA. Jamestown este de asemenea unul dintre primele porturi pentru sclavi ale coloniilor americane. Pe 31 mai 2007, Bob Riley, Guvernatorul statului Alabama, a semant o rezoluție prin care exprima „profundul regret” pentru rolul jucat de statul Alabama în sclavie și a prezentat scuze pentru aspectele greșite ale sclaviei și ale efectelor lor prelungite. Alabama este al patrulea stat care și-a prezentat scuze pentru sclavie, după voturile din legislativele din Maryland, Virginia, și Carolina de Nord.
Pe 30 iulie 2008, Camera Reprezentanților a Statelor Unite ale Americii a votat o rezoluție prin care își cerea scuze pentru sclavia americană și legile discriminatorii care au urmat. Astfel, s-a făcut referire la „nedreptatea fundamentală, cruzimea, brutalitatea și lipsa de umanitate a sclaviei și a segregării” rasiale. Pe 18 iunie 2009, Senatul SUA a emis o declarație de scuze pentru „nedreptatea fundamentală, cruzimea și lipsa de umanitate a sclaviei”. Aceasta a fost salutată de președintele Barack Obama.